# 孤独のグルメ (テレビドラマ)
『孤独のグルメ』（こどくのグルメ）は、2012年よりテレビ東京系列で放送されている、原作・久住昌之、作画・谷口ジローによる同名の漫画作品を原作とするテレビドラマのシリーズ。2025年現在、10のテレビシリーズと、特別編、スペシャルドラマ版が数作放送されている。主演は松重豊で、本作が初主演作品である。
テレビ東京特有の典型的な低予算番組でありながら、DVDや動画配信などの二次収入で多額の利益を上げており、2022年現在ではテレ東を代表する看板番組となっている。
2025年1月10日には劇場版『劇映画 孤独のグルメ』が公開され、松重が監督・脚本・主演を兼ねて務めた。

## 制作
テレビ東京の深夜ドラマ作品は近年は製作委員会方式を主に採用しているが、本作はテレビ東京が自社で著作権を持つ単独製作方式を採用している。
制作協力は共同テレビが担当しており、プロデューサーの吉見健士が強く望み、松重を五郎役に起用した。久住はSeason1以前にも長嶋一茂を主演としたドラマ化のオファーがあったが断った。また久住は、別のインタビューで「漫画とドラマとは別」として、漫画版の五郎とはあえて似てない人間の方が良いと思ったこと、候補者の中で「ものすごくロケ弁を美味そうに食べる」という点を評価して松重を推したことなどを明らかにしている。
ドラマ化の企画は当初、共同テレビのグループ会社であるフジテレビへ持ち込んだものの幹部に一蹴され、仕方なくテレビ東京へ持ち込んだという。当初はドラマではなくドキュメンタリーとしての映像化を企画していた。

### 撮影スタイル
1話につき2日かけて撮影される。1日はドラマパートの撮影、もう1日はグルメパートの撮影が行われる。松重は、グルメパート日の前夜から食事を抜いて撮影に臨んでおり、「その日初めての食事を摂った五郎の表情」を演出することに成功している。また、撮影現場に脚本家が同席しており、実際に食事をした松重の感想などを踏まえ台本が加筆修正された上で、食事をしたその日のうちに、撮影場所の控え室やロケバスなどで「五郎のモノローグ」が収録される。モノローグは原作者の久住が事前に脚本をチェックして修正している（『それぞれの～』も含む）。
ドラマ化する際に久住が「原作漫画に登場した店は使わない」という条件を提示。これを踏まえつつ実在する大衆食堂や居酒屋など庶民的な店を主として取り上げる。店の選定のため、1シーズンにつき150軒程度をスタッフが手分けして回り、同じ店に複数回通った上で撮影オファーを出している。放送後は「同じものを食べてみたい」と長蛇の列ができるという。逆に店の側から売り込んでくることも多いが、一軒も採用していない。ただし地方ロケの場合などは、当地のフィルムコミッションや観光協会などからの推薦を受けることがある。『それぞれの孤独のグルメ』第6話ではシリーズで初めて子ども食堂が取り上げられた。
Season7以降、五郎が料理の追加注文を行う例が増えているが、これはあらかじめ台本に書かれている料理以外に、松重が当日現地で店のメニューを見てアドリブで追加しているもの。追加する料理の選択の際は、過去に登場した料理と同じものは極力避ける、量的に食べ切れるものを選ぶなど、いくつかポイントが存在するという。

## 本編構成
原作漫画と同様エピソード毎に一話完結で、各話のストーリー構成は基本的に、五郎が顧客の元へ向かうシーンから始まり（途中で軽く食事を摂る場合もある）、顧客との商談中に映像が切り替わり、ナレーション
時間や社会に囚われず、幸福に空腹を満たす時、つかの間、彼は自分勝手になり自由になる。誰にも邪魔されず、気を使わずものを食べるという孤高の行為。この行為こそが現代人に平等に与えられた、最高の癒しと言えるのである。
およびタイトルテロップ、そのエピソードのメインメニュー映像が入る。顧客との商談を終えた後、もしくは商談中に空腹を感じ、その空腹を満たすべく付近で店探しに勤しみ入店、食事中および店を出た後に感想を独白し、その場を立ち去る場面を背景にエンディングロール、となっている。
食事シーンがメインである点は原作と同じだが、原作では「本業」でありながらその片鱗だけ示される、輸入雑貨商としての描写があり、商談中の提案や見積もり、顧客との交渉や納品の様子、仕事仲間とのやり取りが概ね毎回描かれている。また、単に雑貨の輸入に留まらず、案件によってはインテリアのコーディネートなども幅広く手掛ける他、行事のプランナーとして活躍する案件もある。
時間軸は原作よりも後年の設定で、井之頭五郎も経年から性格が原作よりもやや柔和になっているほか、基本的に原作のような失敗エピソードは無い。
エピソードの内容はドラマオリジナルのものが基本となっている。ただし、原作を踏襲した演出も度々行われ、Season1第8話やSeason2第9話のように原作に近いエピソードや、Season1第4話及びSeason6第9話やSeason3第1話のように原作の設定を踏まえたエピソードも存在し、随所にドラマ版が原作のやや後年であることを示唆する演出がある。また、Season4第9話の回想の場面やSeason8第8話の前半部分はほぼ原作通りの展開である。原作の展開を翻案したエピソードもあり、Season4特別編「真夏の博多出張編」において、中洲の店に入った五郎が地元客に標準語をネタにされるシーンは、原作では大阪のたこ焼き屋でのエピソードである。Season4第9話についてはエキストラを200～300人ほど起用して撮影し、久住としても「この番組も、そういうこともできるようになったんだな」と感慨深かったという。
2020年大晦日スペシャル以降では新型コロナウイルス感染症を反映した演出を取り入れ、出演者は原則としてマスクを着用している。2023年大晦日スペシャルより新型コロナウイルスの行動制限が緩和されたこともあり、出演者はマスクを外している。
各Seasonの最終話に久住がカメオ出演しており、見かけたことのある人だなと五郎が気に掛ける描写がある。また、五郎の「さて、明日は浅草だ、何を食おうか…。」という言葉で締められることが多い。長らく次回Seasonへの繋ぎとして使われた言葉だったが、Season8第6話にて、浅草の案件へ訪れるエピソードが登場した。
『それぞれの孤独のグルメ』は週替わりのゲスト主人公をメインにストーリーが進行され、エピソード毎に一話完結のオムニバス形式で、ストーリー構成はゲスト主人公の仕事のシーンから始まり（途中、五郎のシーンも挿入される）、仕事が一段落もしくは仕事中に空腹となり、店探しにいそしみ入店。その際、五郎も同じ店を訪れており、食事シーンではゲスト主人公と五郎の食事シーンが並行しながらストーリーが進行。双方が食事を終えた後にエンディングロールとなっている。エピローグでは次回エピソードのゲスト主人公が登場し、次回エピソードの繋ぎとして使われている。最終話は2024年大晦日スペシャルのエピソードに繋がっていた。

## ふらっとQUSUMI
ドラマ本編終了後、本編に登場した飲食店を原作者の久住昌之が訪れ、店舗のおすすめメニューを飲食する取材形式のミニコーナー「ふらっとQUSUMI」が挿入される。ナレーションは植草朋樹（テレビ東京アナウンサー）。
本編での店舗従業員役は基本的に俳優やタレントが演じているが、こちらは通常のグルメ番組と同様に、実際の従業員が対応する。
「ふらっとQUSUMI」は午前中の収録であることも多いが、久住は酒を飲みながら「飲兵衛」の視点で、本編で五郎が興味を惹かれながらも選ばなかったメニューを補完するように注文することが多い。また、アルコール飲料も注文するのが常だが、真昼間からの飲酒を憚る体で、ビールは「麦ジュース」「麦スカッシュ」「サイダー」「ゴールデンサイダー」、日本酒や焼酎は「水」「井戸水」、ワインは「ブドウジュース」、紹興酒は「烏龍茶」など、あたかも水やソフトドリンクを飲んでいるかのように言い換えられるのが恒例で、店員もそれに則ることがある。昼限定、または夜限定のメニューを時間外に提供してもらうこともある。
Season2のみ、久住に加えてゲストが出演する回があった。Season9の途中からは新型コロナウイルス感染拡大による緊急事態宣言中の飲食店での酒類提供停止に伴い、飲酒しないようになっていた。Season10では、新型コロナウイルス感染の状況は変わらず続いているものの、行動制限が緩和されたこともあって飲酒を再開している。
なお『それぞれの孤独のグルメ』では「ふらっとQUSUMI」コーナーはない。

## 評価
松重演じる井之頭五郎の健啖ぶりが、放送している時間帯も伴って視聴者の食欲を刺激し「夜食テロ」として人気を博し、松重の知名度を大きく上げることとなった。当初は成功を不安視して「漫画とは別物」と述べていた久住も、言を翻して絶賛する仕上がりとなった。
松重はSeason3で辞するはずだったが、意外にも高齢者たちから「次は何時やるのか?」と言われ、続ける意義が残ったことと、人間ドックにも引っかからなかったために出演を継続し現在に至っている。シーズン開始やスペシャル放送前には松重が本番組についてネガティブなコメントをすることが多く、それを名物として捉えるファンも多い。
有料CSのチャンネル銀河ではSeason1からSeason8までを再放送している。2018年からはBSテレ東で、日曜18時20分からスペシャルドラマ版を除くSeason1からのシリーズを再放送している。また、制作局のテレビ東京でも土・日曜の16時台に不定期で再放送を実施している。
2022年の年末は特番以外にも翌1月1日まで延々と再放送され、久住も「あれ、ずるいよね? あれで休んでるよね、テレ東は（笑）」と述べている。

### 海外
韓国では、最も人気の高い海外ドラマとして賞を受賞するほどの話題作となっており、同国第20代大統領の尹錫悦も本番組のファンであることを明らかにしている。ドラマに登場した料理を食べるために来日する人もいるという。

## 放送シリーズ・スペシャル略史
| 放送年 | Season                   | 解説 |
| ------ | ------------------------ | --- |
| 2012   | Season1                  | 2012年1月5日から3月22日まで、毎週木曜日0:43 - 1:13の時間帯で放送。正式な題名は副題を付けず単に『孤独のグルメ』であるがシリーズ化に伴い、この項目で特記無き場合は“Season1”と呼称している。 |
| 2012   | Season2                  | 再び2012年に『孤独のグルメ Season2』と題した第二期ドラマが10月10日から12月26日まで、Season1同様テレビ東京系にて毎週水曜23:58 - 翌0:45に放送される。放送時間が30分から47分間に拡大される。 Season2は東京ドラマアウォード2013で、連続ドラマ部門優秀賞を受賞する。 |
| 2013   | Season3                  | 2013年7月10日から9月25日まで『孤独のグルメ Season3』が放送された。 |
| 2014   | Season4                  | 2014年7月9日から9月24日まで『孤独のグルメ Season4』が放送された。同時期に松重は『HERO』にも出演し、Season3まで1%台の視聴率がSeason4で2%台に上昇した。 |
| 2014   | 真夏の博多出張スペシャル | Season4放送中の同年8月9日にドラマ版初となる1時間特番『孤独のグルメ Season4 特別編! 真夏の博多出張スペシャル』が夕方4時から放送されて五郎が初めて西日本で食事をする。話数は付いておらず、映像ソフトとしてはSeason4ではなくSeason5に収録されている。 |
| 2015   | Season5                  | 2015年10月3日から12月19日まで『ドラマ24』放送10周年記念＆第41弾特別企画として、『孤独のグルメ Season5』を放送する。『ドラマ24』では初めてのテレビ東京単独製作の作品で、枠移動に従い放送時間は47分から40分間になる。 第4・5話では五郎がシリーズで初めて海外（台湾）に出張し、同じくシリーズ初となる前後編として異国の地で食事をする。また、台湾版ドラマで「伍郎（ウーラン）」を演じたウィンストン・チャオ（趙文瑄）も出演した。 |
| 2016   | お正月スペシャル         | 2016年1月1日23時15分 - 翌0時15分にテレビ大阪を除くテレビ東京系列5局と独立局のびわ湖放送とテレビ和歌山で、Season5の“ シメ ”も兼ねた1時間特番『孤独のグルメ お正月スペシャル 真冬の北海道・旭川出張編』が放送される。 |
| 2016   | 真夏の東北・宮城出張編   | 『孤独のグルメスペシャル! 真夏の東北・宮城出張編』のタイトルで、2016年8月3日22:00 - 23:08に放送され、視聴率は5.1%（関東地区）である。 |
| 2017   | お正月スペシャル         | 2017年1月2日23:20 - 翌0:20に『孤独のグルメ 2017お正月スペシャル 井之頭五郎の長い一日』が放送される。 |
| 2017   | Season6                  | 2017年4月8日（7日深夜）から7月1日（30日深夜）まで『ドラマ24』枠で、『孤独のグルメ Season6』が放送された。松重は同枠前クール（2017年1月）作品『バイプレイヤーズ 〜もしも6人の名脇役がシェアハウスで暮らしたら〜』から続けて主演し、同枠で初めて連続主演する。 |
| 2017   | 大晦日スペシャル         | 『孤独のグルメ 大晦日スペシャル〜食べ納め!瀬戸内出張編〜』のタイトルとおり、大晦日である12月31日の22:00 - 23:30に、シリーズ初となる生放送パートも挿入しつつ、いわゆる「NHK紅白歌合戦対抗番組」として同番組の真裏で放送された。 |
| 2018   | Season7                  | 2018年4月7日（6日深夜）から6月30日（29日深夜）まで『ドラマ24』枠で、『孤独のグルメ Season7』が放送された。 2018年8月、韓国のドラマ賞「Seoul Drama Award 2018」(SDA) で本ドラマが、“The Most Popular Foreign Drama of the Year”を受賞した。 |
| 2018   | 大晦日スペシャル         | 前年に引き続き、『孤独のグルメ 大晦日スペシャル ～京都・名古屋出張編～ 生放送でいただきます!』として、12月31日の22:00 - 23:30に放送された。前年SPの視聴率が2015・2016年の同時間帯に放送した番組を上回ったことから、再び実現の運びとなった。生放送パートが番組冒頭にも組み込まれた。各動画サイトでの公式見逃し配信では生放送に関わる部分は削除され一部のセリフと編集も変更されている。                                          |
| 2019   | Season8                  | 2019年10月5日（4日深夜）から12月21日（20日深夜）まで『ドラマ24』枠で、『孤独のグルメ Season8』が放送された。10月1日には動画配信サービスひかりTV、Paraviで第1話が先行配信された。 |
| 2019   | 大晦日スペシャル         | 12月31日22:00 - 23:30に『孤独のグルメ 2019大晦日スペシャル 緊急指令!成田～福岡～釜山 弾丸出張編!』が放送された。Season8最終話の続編として描かれ、Season4以来である福岡への出張とSeason7以来である韓国への出張が描かれた。 |
| 2020   | 大晦日スペシャル         | 12月31日 22:00 - 23:30に『孤独のグルメ 2020 大晦日スペシャル～俺の食事に密はない、孤独の花火大作戦!～』が放送。冒頭と結末は生放送。結末は放送当日の天候や新型コロナウイルスの感染状況に対応するため、事前録画の予備映像が数パターン用意されていたが、放送では無事花火を打ち上げられた。 |
| 2021   | Season9                  | 2021年7月10日（9日深夜）から9月25日（24日深夜）まで『ドラマ24』枠で、『孤独のグルメ Season9』が放送された。それに先駆け、7月3日（2日深夜）に『孤独のグルメ Season9 放送直前SP〜初出し映像てんこ盛り〜』が放送された。 |
| 2021   | 大晦日スペシャル         | 12月31日 22:00 - 23:30に『孤独のグルメ 2021 大晦日スペシャル〜激走!絶景絶品・年忘れロードムービー〜』が放送された。歴代の大晦日スペシャルでは最高となる6%台の視聴率を獲得した。同作品は「東京ドラマアウォード2022」単発ドラマ部門の優秀賞を受賞した。 |
| 2022   | 配信オリジナル1          | 2022年3月31日からParaviで、4月1日からひかりTVで、配信オリジナル作品『孤独のグルメ〜美味しいけどホロ苦い…井之頭五郎の災難〜』が全6話一挙配信された。 |
| 2022   | Season10                 | 10月8日（7日深夜）から12月24日（23日深夜）まで『ドラマ24』枠で、シリーズ10周年＆第10弾特別企画『孤独のグルメ Season10』が放送された。それに先駆け、10月1日（9月30日深夜）に『孤独のグルメ Season10 スタート直前SP』が放送された。 |
| 2022   | 大晦日スペシャル         | 12月31日 22:00 - 23:30に『孤独のグルメ2022大晦日スペシャル 年忘れ、食の格闘技。カニの使いはあらたいへん。』が放送された。Season10最終話の顧客の無茶振りをうけた続編として描かれ、2016年お正月スペシャル以来となる北海道への出張かつ前回に引き続きロードムービーが描かれる。 |
| 2023   | 配信オリジナル2          | 2023年3月27日からParavi、Leminoで、『孤独のグルメ配信オリジナル2〜五郎芸人まみれ〜』が全6話一挙配信。6組の若手芸人とのコラボを行なう。 |
| 2023   | 大晦日スペシャル         | 12月31日 22:00 - 23:30『孤独のグルメ2023大晦日スペシャル 井之頭五郎、南へ逃避行『探さないでください。』』が放送。シリーズ初となる沖縄での休暇旅から、Season5第4・5話以来となる台湾へのお使い旅が描かれた。 |
| 2024   | 特別編                   | 10月5日（4日深夜）から12月21日（20日深夜）まで『ドラマ24』枠で『テレビ東京開局60周年連続ドラマ 孤独のグルメ特別編 ドラマ24「それぞれの孤独のグルメ」』が放送された。五郎だけではなくエピソードごとにゲスト主人公を迎えるオムニバス形式の作品となる。松重自身が企画発案・プロデュースを務める。 |
| 2024   | 大晦日スペシャル         | 12月31日 22:00 - 23:30『孤独のグルメ2024大晦日スペシャル 太平洋から日本海 五郎、北へ あの人たちの所まで。』が放送。『それぞれの～』最終話の横浜から始まり、八王子市、長野県飯田市を経て石川県穴水町に向かう。 |

## キャスト
井之頭五郎（いのがしら ごろう）
演 - 松重豊

### 内容・ゲスト
- 本作品での役名は全て劇中クレジットを参照し記載する。

#### Season1
| 各話     | 放送日  | サブタイトル                                                                                    | ラテ欄             | ゲスト | 脚本     | 監督     |
| -------- | ------- | ----------------------------------------------------------------------------------------------- | ------------------ | --- | -------- | -------- |
| 第一話   | 1月5日  | 江東区 門前仲町のやきとりと焼めし →【庄助】                                                     | 焼鳥焼き飯         | カフェの店長 - 山村美智 みかんおばあちゃん - 宮内順子 カフェの店員 - 吉永実夏 バカップル・男 - 福間匠 バカップル・女 - 相馬有紀実 巫女 - 尾道絵菜 庄助の店長 - ふくまつみ 庄助のバイト - 三木結美 サラリーマン1 - 橋本利貴 サラリーマン2 - 宮川智勝 サラリーマン3 - 堀口泰寿 常連客 - 柏木厚志 | 田口佳宏 | 溝口憲司 |
| 第二話   | 1月12日 | 豊島区 駒込の煮魚定食 →【和食亭】（閉店）                                                       | 駒込の煮魚定食     | 建築職人・幸田 - 木下隆行（TKO）（友情出演） 男の子 - 立野海修 母親 - たむらめぐみ 北野画廊オーナー - 稲森誠 じいさん・木下 - 小出信明 じいさん・西尾 - 古田穣 じいさん・山田 - 矢部豊 じいさん・北島 - 松岡昭男 五郎少年 - 松田陽大 五郎の祖父 - 小笠原宏 サラリーマン - 池田健人 職業不詳の中年・三浦 - 乙女俊之介 食堂の店長 - 中嶌聡                                                                                    | 田口佳宏 | 溝口憲司 |
| 第三話   | 1月19日 | 豊島区 池袋の汁なし担々麺 →【中国家庭料理 楊 2号店】                                            | 池袋の汁なし担々麺 | モデルルーム・山田 - 有賀さつき（友情出演） モデルルーム・佐藤 - 下宮里穂子 不動産の営業・西本 - 安藤亮司 中国人青年の店員 - 飯田隆裕 学生1 - 山中雄輔 学生2 - 栗原寛孝 学生3 - 飯野泰功 若いOL1 - 原優理子 若いOL2 - 高橋佑果 ティッシュ配りの男 - 松江勇武 | 田口佳宏 | 宝来忠昭 |
| 第四話   | 1月26日 | 千葉県 浦安市の静岡おでん →【ロコディッシュ】（閉店）                                           | 静岡おでんと元カノ | 小雪 - 目黒真希 金髪女性ランナー - 大塚友里衣 中年男性ランナー - 奥善光 雑貨店店長 - 駒田由香 式場男性係員 - 瑛光 式場担当女性・篠原 - 葛西幸菜 ウェディングドレスの女性 - 吉永実夏 彼氏 - 見城直樹 チャペル内男性係員 - 杉山樹志 チャペル内女性係員 - 河野仁美 チャペル内カメラマン - 打浪純 ロコディッシュ店長- 宮前希依 主婦1 - 森山琉衣 主婦2 - 毛受廣美 主婦3 - 吉川恭代 女の子 - 川上莉那                             | 田口佳宏 | 宝来忠昭 |
| 第五話   | 2月2日  | 杉並区 永福の親子丼と焼うどん →【つり堀 武蔵野園】                                              | 親子丼と焼うどん   | 怪しい釣り師 - 螢雪次朗 五郎の常連客 - 境博 怒っている男 - 塚田龍二 釣り堀受付のじいさん - 関根庄次 イケメンのバイト - 横井翔二郎 店のお父さん - 森口一光 店のお母さん - 長谷川久子 女の子 - 蓬田裕理 | 田口佳宏 | 宝来忠昭 |
| 第六話   | 2月9日  | 中野区 鷺宮のロースにんにく焼 →【みやこや】                                                     | ロースにんにく焼き | リサイクルショップ店長・吉野 - 田中要次 美容室オーナー - 猫田直 和菓子屋の女将 - 桜井淳美 主婦A - 盛田瑠々子 主婦B - 梨田いづみ みやこや・女将さん - 妃宮麗子 常連客・A - 山下ケイジ 常連客・B - 野々宮楓 常連客・C - 酒井靖史 常連客・Cの友達 - 今井田康之 みやこや・マスター - 野添義弘 | 板坂尚   | 溝口憲司 |
| 第七話   | 2月16日 | 武蔵野市吉祥寺 喫茶店のナポリタン →【カヤシマ】                                                 | 吉祥寺でナポリタン | 占い師 - 梅垣義明 ミートショップ店員 - 藤城まさえ ウエイトレス - 下石奈緒美 怪しいじいさん - 南波得賢 サラリーマン1 - 武藤毅 サラリーマン2 - 浦野博士 バンドマン1 - 鳥羽史裕(元MeguMild) バンドマン2 - 竹中祐太夏(元MeguMild) バンドガール - 福嶋歩弥音 女子大生1 - 宮持杏奈 女子大生2 - 坂口沙由理 訳ありの男性 - 千田裕 訳ありの女性 - 天野日佐恵 ジャズ喫茶のマスター - うじきつよし                                     | 田口佳宏 | 宝来忠昭 |
| 第八話   | 2月23日 | 神奈川県川崎市 八丁畷の一人焼肉 →【つるや】                                                     | 工場と一人焼肉     | 韓流アイドル風の男 - アレン・キボム 中村 - 天田博之 中年男性の常連A - 衛藤文 中年男性の常連B - 小平一誠 中年男性の常連C - 関本昇平 社長 - 飯盛博範 男性店員 - 飯塚俊太郎 女性店員 - 小山田モナ 後から来た一匹狼の客 - 坂本芳文 テーブルの客（1） - 平塚重彦 テーブルの客（2） - 川端清一 マネージャー風の男 - 高山聖史 | 田口佳宏 | 溝口憲司 |
| 第九話   | 3月1日  | 世田谷区 下北沢の広島風お好み焼き →【ヒロキ 下北沢店】                                          | 海の幸広島風お好焼 | 篠宮（劇団の新人女優） - 朝倉あき 五郎と呼ぶ男1 - 松本格子戸 五郎と呼ぶ男2 - 印南翔太 喫茶店マスター - 坂本敏夫 女将さん - 佐藤貞子 息子店員 - 八木善孝 カウンター客1 - 山形治輝 カウンター客2 - 納本歩 カウンター客3 - 藤澤雅章 カップル・男 - 内田いさお カップル・女 - 鹿瀬美香 客を見送る劇団員 - 島田篤志 劇団主宰者・吉原 - 佐藤正宏                                                                                  | 田口佳宏 | 宝来忠昭 |
| 第十話   | 3月8日  | 豊島区 東長崎のしょうが焼目玉丼 →【せきざわ食堂】（閉店・茨城県・鹿嶋市に移転【キッチンSALA】） | しょうが焼目玉丼   | 八百屋の奥さん - 松居直美 業界人・安田 - 窪隆司 主婦の客 - 芳賀めぐみ 食堂のお父さん - 森屋実 食堂のお母さん - 田崎怜依 男子学生客 - 山内貴人 中年男性客 - 桂野恵一 ワンコイン客 - 柏木厚志 若いサラリーマン客 - 安井秀和 劇団員女学生1 - 七瀬美菜 劇団員女学生2 - 野々宮なな 芸人を目指す学生1 - 田島直弥（アイデンティティ） 芸人を目指す学生2 - 見浦彰彦（アイデンティティ） 公園にいた学生たち - 日大芸術学部のみなさま | 田口佳宏 | 溝口憲司 |
| 第十一話 | 3月15日 | 文京区 根津 飲み屋さんの特辛カレーライス →【すみれ】                                            | 根津の特辛カレー   | 織物屋・マキ - 小沢真珠 酔っ払い客 - モト冬樹 スカイツリーに驚く子供 - 佐藤光将 母親 - 宮坂あゆみ 福丸まんじゅうの店員 - 長谷川恵美 常連客 - 横塚真之介 酔っ払い客の連れ - 大竹浩一 すみれ・女将 - 市川千恵子 すみれ・若女将 - 美保純 | 田口佳宏 | 溝口憲司 |
| 第十二話 | 3月22日 | 目黒区 中目黒 ソーキそばとアグー豚の天然塩焼き →【SokaBokka（草花木果）】                       | 沖縄ソーキそば     | 青山奈々 - 南沢奈央 カウンター男性客 - 久住昌之 女性店員 - 富田理生 亭主 - 佐藤亮介 ベビーカーの女の子 - 佐野風花 OL1 - 奈美子 OL2 - 小野由香子 OL3 - 新井万里子 サラリーマン1 - 礒田泰輝 サラリーマン2 - 桂弘 カップル男 - 山下大生志 カップル女 - 影浦由佳 店長（男性） - ダイアモンド☆ユカイ ベビーカーをひく主婦 - 久本雅美                                                                                             | 田口佳宏 | 宝来忠昭 |

#### Season2
| 各話 | 放送日   | サブタイトル | ラテ欄                                                                                  | ゲスト | 脚本     | 監督     |
| --- | -------- | --- | --------------------------------------------------------------------------------------- | --- | -------- | -------- |
| 第一話 | 10月10日 | 神奈川県川崎市 新丸子のネギ肉イタメ →【三ちゃん食堂】 | 深夜に腹ペコ要注意! 穴場超ウマ飯教えます 川崎…激混み大衆食堂絶品肉炒め&あんみつ         | マスター - 斉藤暁 西園寺 - 佐藤藍子 美香 - 石川詩織 お母さん - 野崎しづ子 食堂の奥さん - 山口ルミ 女労働者係客1 - 成田重実 労働者係客2 - 堀雄司 フロア係1 - 石神まゆみ フロア係2 - 星阿紗子 太った若者 - 原田豪紀 老人客1 - 今井吉清 老人客2 - 守谷征治 老人客3 - 山口宏 常連客1(タケシ) - 亀井達也 常連客2 - 文崗フミヲ 常連客3 - 大平和幸 カップル老人 - 六條辰也 カップル女性 - 咲庭彩乃 ハンチング男性 - 三好恵介 不詳客1 - 井上博一（おぼん・こぼん） 不詳客2 - 馬場添良一（おぼん・こぼん）                                          | 田口佳宏 | 溝口憲司 |
| 第二話 | 10月17日 | 中央区 日本橋人形町の黒天丼 →【天ぷら 中山】 | 発見“人情の町…人形町”路地裏(秘)てんぷら屋!! 謎のサクサク黒天丼&限定かき揚げ&ぜんざい    | 店主（中山） - 若林哲行 若い男の客 - 松嶋亮太 息子（中山） - 元氣安 森乃園店員1 - 森壮太郎 森乃園店員2 - 川上清美 女性客1 - 和希優美 女性客2 - 対木理恵 カップル男 - 志賀龍美 カップル女 - 井上綾子 ジョセフィーヌ - ヒラリー・ハリソン つづら職人 - 高橋新太郎 店主(三味線) - 亀島聡介 三味線屋の客 - 本條秀志 中年常連客 - 八反田恍星 常連客1（タケシ） - 亀井達也 会社員1 - 群馬茂平 会社員2 - 今村雅俊 女将(中山) - 根岸季衣 | 児玉頼子 | 溝口憲司 |
| 第三話 | 10月24日 | 中野区 沼袋の わさびカルビと卵かけご飯 →【平和苑】 | 穴場中野の七輪焼き肉店!! カルビにわさびの衝撃卵かけご飯&(秘)タルト 沼袋アンティークの女 | マスター - 鈴木正幸 真田良子(母) - 大島蓉子 商談相手 - 恩田括 銭湯あがりの男 - 出田和己 カフェ従業員 - 牧野綾花 カフェ男性従業員 - 松山すぐる 買い物帰りの子供 - 岡田秀治 買い物帰りの母親 - 本多由美 奥さんバイト - 髙橋生子 女性バイト - 塩谷恵子 若サラリーマン客1 - 中野龍次郎 若サラリーマン客2 - 金光優介 若女性客 - 松嶋亜子 中年サラリーマン客1 - 出井敏 中年サラリーマン客2 - 大倉友之 真田香織 - 中山エミリ | 田口佳宏 | 溝口憲司 |
| 第四話 | 10月31日 | 群馬県邑楽郡 大泉町のブラジル料理 →【レストランブラジル 群馬県大泉店】 | 群馬これぞ“男気”肉祭り 衝撃! 南米料理と遭遇 溢れる肉汁シュラスコ熱ッ! 甘ッ! チュロス    | 梨沙 - 鎌田楓子 サンドラ - スズキジル カップル男 - 西浦崇臣 カップル女 - 野宮唱鼓 店長 - 岩田ダニエル 片岡 - 相島一之 | 田口佳宏 | 宝来忠昭 |
| 第五話 | 11月7日  | 神奈川県横浜市 白楽の 豚肉と玉ねぎのニンニク焼き →【キッチン友】 | 横浜学生街懐かし玉ねぎと豚肉のにんにく焼き!! 女学生とソフト!? 青空広がるほっこりカフェ  | 白石教授 - 入江雅人 男子学生1 - 久保田尚志 男子学生2 - 斉藤稔 シフォン店員 - 安田共志 大将（魚利）- 保田泰志 珈琲文明マスター - 鹿野奏宏 マダム女性客 - 木村幸枝 キッチン友お母さん - 大高礼子 カップル男 - 上野直人 カップル女 - 篠田光里 学生客1 - 濱口敬 学生客2 - 五十嵐祥 学生客3 - 内山正也 後から来る学生客1 - 吉田涼 後から来る学生客2 - 降旗彩 後から来る学生客3 - 田川真未 老男性 - 斉木しげる | 田口佳宏 | 宝来忠昭 |
| 第六話 | 11月14日 | 江戸川区 京成小岩の 激辛四川料理 →【四川家庭料理 珍々】 | 激辛京成小岩の隠れ名店! うわッ! 四川の本気にゴローがむせた! ご飯に合う裏メニュー発見    | 常連客男 - 山崎大輔 高東 - 森下能幸 ケーキ屋店員 - 小松彩夏 新しい常連客 - 大西武志 常連客女 - ヴァチスト太田 ケーキ屋常連客 - 上原奈美 ケーキ屋ママ客 - 高橋佑果 ケーキ屋女の子1 - 深水樹花 ケーキ屋女の子2 - 志賀茉結 嫁 - 宇都宮五月 お母さん（増田屋の客) - 沖中千英乃 若い男 - 杉山恵一 息子 - 茨木真之介 女性客1 - 吉川靖子 女性客2 - 中村はるな 姑 - 高杉しず子 女の子（増田屋の客） - 丹羽絵里香 店員 - 柏木厚志 旦那の母（家族写真） - MARI 赤ちゃん（家族写真） - 田中優誠 お見合い写真女性 - 兵頭有紀 珍々お母さん - 山下容莉枝 | 児玉頼子 | 宝来忠昭 |
| 第七話 | 11月21日 | 千葉県旭市 飯岡の サンマのなめろうと蛤の酒蒸し →【つちや食堂】（閉店） | 千葉甘い! サンマなめろう海の味はまぐり酒蒸 これぞ日本の味決定版九十九里浜名店発見!!     | 車掌 - 斎藤清六 新米漁師 - 仲井真徹 女将 - 土屋美穂子 お母さん1 - 上杉二美 お母さん2 - 五味多恵子 お母さん3 - 片岡富枝 サーファー1 - 伊藤鉄 サーファー2 - 桃山莉乃 漁師客1 - 下山徹 漁師客2 - 服部憲治 漁師客3 - 田中好昭 男の子 - 間中颯良 父 - 今野哲治 母 - 夕花里咲 おじいちゃん - 久保正廣 ベテラン漁師 - ガッツ石松 | 田口佳宏 | 宝来忠昭 |
| 第八話 | 11月28日 | 墨田区 両国の 一人ちゃんこ鍋 →【割烹ちゃんこ 大内】 | 両国冬本番! 寒い心も体も温まる絶品ちゃんこ鍋 ハフハフハフ…しめは味の染みてるうどん!     | 横山大輔 - 長江英和 横山美奈子 - 阿南敦子 大将 - 佐伯新 森田さん - 渡辺杉枝 女将 - 美坂香里 国技堂店員 - 速水啓二 花田 - 前田耕造 連れの客1 - 松井育美 連れの客2 - 道正健一 連れの客3 - 溝口三奈 息子(高校生) - 正田悠 小学生1 - 上正原健人 小学生2 - 中谷彰宏 中年客1 - 岸田康 中年客2 - 萬田章 大女将 - 伊藤榮子 | 田口佳宏 | 溝口憲司 |
| 第九話 | 12月5日  | 江東区 砂町銀座商店街 を経て事務所飯 →牛豚モツ煮込み【竹沢商店】、あさりご飯【あさり屋さん】、産直フーズ【とんぱち】(閉店)、揚げ物・マグロメンチ【手作りの店 さかい】、おでん【増英蒲鉾店】、大根おでん【吉田屋】（閉店）、チキンロール【鳥光 本店】（閉店） | 砂町銀座商店街惣菜天国! うまっ!! まぐろメンチ煮込みおでん 牛豚鳥も事務所で究極の独り飯  | 服部久美子 - ともさかりえ とんぱちで飲む男性 - 吉田類 侍店員1 - 三浦誠己 侍店員2 - 飯田芳 外国人1 - ERICA 外国人2 - ローランス由美 竹沢商店店員 - ジョイフル和田 あさり屋お婆ちゃん - 清水令子 とんパチ店員 - 阿部和樹 かまぼこ店お母さん - 照井直美 滝山の声 - 植草朋樹（テレビ東京アナウンサー） 亀田 - 温水洋一 | 田口佳宏 | 溝口憲司 |
| 第十話 | 12月12日 | 北区 十条の 鯖のくんせいと甘い玉子焼 →【田や】 | 北区十条の秋田料理! 胃袋を迷わせる商店街! 鯖くんせい&甘い卵焼き 今夜は赤提灯気分です    | 茶髪母 - 松金よね子 黒髪母 - 川俣しのぶ 学生客1 - 辻本優人 学生客2 - ALISA 中年客1 - 柏木厚志 中年客2 - 中島章吾 老男性 - 藤好裕夫 家族・父 - 高村一嘉 家族・長女 - 丸山満ちる 家族・次女 - 樋口舞 だるまや・母 - 山口美也子 菅沼 - 嶋田久作 | 田口佳宏 | 溝口憲司 |
| 第十一話 | 12月19日 | 足立区 北千住の タイカレーと鶏の汁無し麺 →【ライカノ】 | 千住女の園に狼一匹!? 勇気出し魅惑のタイ料理!! 鶏のジャガイモカレー うま辛汁なし麺にヒー | 鈴本 - 長谷川博己 女性店員A - 佐津川愛美 女性店員B - 上野なつひ OL(1) - 茉里美 OL(2) - 菅原夕 女性客(1) - 清水ひとみ 女性客(2) - 平林靖子 女性客(3) - 稲森みき 女性客(4) - 間宮夕貴 吉田美由紀 - とよた真帆 | 田口佳宏 | 宝来忠昭 |
| 第十二話 | 12月26日 | 東京都三鷹市 お母さんの コロッケとぶり大根 →【お食事 樹】 | 東京“三鷹”お母さんのコロッケとぶり大根 年の瀬だからこんな終わりがいいんですよ           | マスター - 眞島秀和 石田 - 寺十吾 女性店員（たかね） - 川村ゆきえ 久住さん - 久住昌之 おばちゃん - 萩原利映 和服客(1) - 伴アカリ 和服客(2) - 鈴木蘭 カウンター客(1) - 北代高士 カウンター客(2) - 八代真吾 カウンター客(3) - 正源敬三 テーブル客(1) - 栄島智 テーブル客(2) - 永井幹生 娘 - 千葉雅子 お母さん - 茅島成美 | 田口佳宏 | 溝口憲司 |
| * ふらっとQUSUMI ゲスト：なぎら健壱（新丸子）、幅允孝（沼袋）、阿曽山大噴火（白楽）、 かせきさいだぁ（京成小岩）、 白崎映美（上々颱風）（両国）、斎藤清六（十条）、The Screen Tones（三鷹） |          | |                                                                                         | |          |          |

#### Season3
| 各話     | 放送日  | サブタイトル                                                                         | ラテ欄                                                                                   | ゲスト | 脚本     | 監督     |
| -------- | ------- | ------------------------------------------------------------------------------------ | ---------------------------------------------------------------------------------------- | --- | -------- | -------- |
| 第一話   | 7月10日 | 北区 赤羽の ほろほろ鳥とうな丼 →【川栄】                                             | 赤羽絶品うなぎ三昧!! ほろほろ鳥にオムレツトロリ! タレにキュン 夏のスタミナ独り占め       | 黒田真理子 - 広田レオナ（友情出演） スナックママ - 清水ミチコ 南木（着物屋主人） - 千本松喜兵衛 友人・東谷 - 高橋修 着物屋・娘さん - 衣咲真音 プチモンド・店員 - 上杉美浩 川栄・店員 - 茨木学 川栄・調理人 - 宮崎悟 川栄・三代目 - 矢田耕平 川栄・フロア係 - 阿部和樹 川栄・女将さん - 森澤早苗 カップル・男 - 日下貴大 カップル・女 - 佐藤菜々 中年男性客 - 石倉三郎 | 田口佳宏 | 溝口憲司 |
| 第二話   | 7月17日 | 神奈川県横浜市 日ノ出町の チートのしょうが炒めとパタン →【第一亭】                   | 横浜中華豚ホルモン天国!! レバは味噌! チートは生姜!? ニンニクパタンって何? 元気モリモリ   | 常連客 - 不破万作 坂上 栞 - 遊井亮子 女性スタッフ・田畑 - 吉川まりあ 第一亭・店員（姉） - 杉野なつ実 中年男性客（1） - 大久保高志 サラリーマン客（1） - 大友久志 サラリーマン客（2） - 林健介 カップル客・男 - 長谷川慎也 カップル客・女 - 白井美貴 中年男性客（2） - 田口健 持ち帰りする男性客 - 堀田勝 学生客 - 真辺幸星、五十嵐千晃、神宮紗奈、佐藤由紀子 第一亭・店員（妹） - あめくみちこ | 田口佳宏 | 溝口憲司 |
| 第三話   | 7月24日 | 静岡県賀茂郡 河津町の 生ワサビ付わさび丼 →【わさび園 かどや】                        | 伊豆 ツーン!! やめられない初体験わさび丼の罠!? イチゴで心クラッシュ 胸キュン河津温泉の旅 | 佐々木義輝 - 小島康志 かわづ・女性従業員 - 真下有紀 かどや・お母さん - 三谷悦代 かどや・おばさん - 中島奏 茶屋店員 - おぐちえりこ おばちゃん（1） - 松山尚子 おばちゃん（2） - 工藤時子 おばちゃん（3） - よしのよしこ 家族客・父 - 馬込武人 家族客・母 - 石神まゆみ 家族客・子 - 野村大稀 カップル・男 - 長尾祐哉 カップル・女 - 奥田恭子 かどや・お父さん - 渡辺哲 | 田口佳宏 | 溝口憲司 |
| 第四話   | 7月31日 | 文京区 江戸川橋の 魚屋さんの銀だら西京焼 →【魚谷】                                   | 魚屋肉厚銀ダラ西京焼き!! 江戸川橋で豪勢夜の友 爆弾納豆に卵がとろり 海鮮三昧で究極和食!   | 碁盤店・主人 - 蛭子能収 大谷 - 田上ひろし 魚谷・大将 - 大内厚雄 中年サラリーマンA - 右近良之 中年サラリーマンB - 赤堀二英 母親 - 渋谷優 子供 - 間中斗環 中年サラリーマンC - 今野哲治 中年サラリーマンD - 渡部遼介 魚谷・娘（中学生） - 龍野涼香 魚谷・娘（小学生） - 増田あゆ葉 魚谷・奥さん - 濱田マリ | 田口佳宏 | 溝口憲司 |
| 第五話   | 8月7日  | 中野区 東中野の 羊の鉄鍋とラグマン →【キャラヴァンサライ包】                         | 中野初体験!! アフガニスタン料理で遊牧民気分! 鉄鍋カバブに混ぜ麺もさすらうラム三昧        | キャラヴァンサライ陶芸家風のオヤジ - 大槻修治 キャラヴァンサライ女性店員 - 久下恵美 キャラヴァンサライ店員 - 小林俊 ヒッピー風の客 - 岸本福美、富山聡子、清水葉月、長谷川裕、金沢匡紘 カップル・男 - 一柳知秀 カップル・女 - 岡村英莉 女性客（1） - 加納莉奈 女性客（2） - 竹内美音 時田実 - 石丸謙二郎 | 田口佳宏 | 井川尊史 |
| 第六話   | 8月14日 | 板橋区 板橋の ホルモン焼き →【山源】                                                 | 板橋ついに焼き肉ホルモンプルプル肉! 燃える炎 究極のタレとライスと男の涙…!? うまさの秘密  | 甲把静香 - 安藤玉恵 山源店員・娘 - 滝沢涼子 カフェ店員 - 松由桜 パン屋お母さん - なるせ華 山源店員・息子 - 海野容 山源店員・お父さん - 渡辺健 中年男性客A - 岡部隆男 中年男性客B - 山田努 中年男性客C - 船戸滉哲 若い女性客A - 熱田久美 中年男性客B - 伊藤南咲 サラリーマンA - 山崎竜也 サラリーマンB - 野々上俊輔 サラリーマンC - 伊東滋征 サラリーマンD - 橋口和也 男性一人客 - 田邊文也 小学生男子A - 塚田揮心 小学生男子B - 柴田林吾 タケさん - 原田17才 後輩 - チェリー吉武 山源店員・お母さん - 角替和枝                      | 田口佳宏 | 溝口憲司 |
| 第七話   | 8月21日 | 目黒区 駒場東大前の マッシュルームガーリックとカキグラタン →【ボラーチョ(BORRACHO)】 | 駒場東大前老舗洋食の王道 白ふわっカキグラタン マッシュルームがガーリックとパンで王様に   | 店主・木山 - 山田キヌヲ たこ焼き屋お母さん - 難波真奈美 40代夫婦・夫 - 久ヶ沢徹 男子高校生 - 西倉雅仁、宮腰拓弥 女子高校生 - 安藤まなみ、平田瑞葉、鈴木花純、鈴木紗稀、青芝夏美 男の子 - 増田蒼葉 若いコックさん - 梅田喬 カップル客 - 中澤一馬、菱山佳 女子客 - 植松愛、対木理恵、宮内彩 中年男性客 - 中澤健太郎、宮村政和 40代夫婦・妻 - いわせ弘子 ボラーチョお婆ちゃん - 浜口博子 ボラーチョお母さん - 松浦佐知子 | 田口佳宏 | 宝来忠昭 |
| 第八話   | 8月28日 | 台東区 鶯谷の アボカド鶏メンチと鶏鍋めし →【鳥椿 鶯谷朝顔通り店】                    | 鶯谷庶民の味方安うま天国 衝撃のハムカツ? 鶯色コロッケ!? 掛け算唐揚げ!? 卵かけ鳥鍋飯      | 喜多 - マギー 柴 - 深沢敦 幸代 - 宮本裕子 植竹 - 堀文明 安保 - 堀田勝 喫茶店マスター - 藏内秀樹 中年男性客A - 秦野敦崇 中年男性客B - いいのかずき 長沼 - 大杉漣 | 田口佳宏 | 溝口憲司 |
| 第九話   | 9月4日  | 練馬区 小竹向原の ローストポークサンドイッチとサルシッチャ →【まちのパーラー】       | 練馬 パリッローストポークサンドイッチと熱々生ソーセージ! ふたりで徹夜明け! 贅沢な朝食    | 女性店員（1） - 近野成美 女性店員（2） - 芳野友美 シュルプリーズ店員 - 蕨野あきら 男性店員 - 矢澤祐輔 ママ友客（1） - 牧本幸子 ママ友客（2） - 松田並子 OL風女性客 - 神代リカ カップル・男 - 蝦名聖也 カップル・女 - 小島響子 妊婦客 - 馬渕史香 町田陽子 - 筒井真理子 | 児玉頼子 | 宝来忠昭 |
| 第十話   | 9月11日 | 荒川区 西尾久の 炎の酒鍋と麦とろ飯 →【どん平】                                       | 荒川燃え上がる炎の酒鍋! しゃぶしゃぶ&よせ鍋 メルヘンレトロな下町で懐かしの麦とろご飯     | どん平・主人 - 林泰文 常連客 - 山中聡 どん平・奥さん - 良田麻美 お婆さん - 吉田幸矢 孫・瞳 - 吉田亜子 女性係員 - 美郷 家族客・父 - 中島智彦 家族客・母 - 浅見奈生子 家族客・娘 - 仲愛理 男性客（1） - 魚谷としお 男性客（2） - 宮本肇 看護師客（1） - 高橋茉琴 看護師客（2） - 宮内かれん 看護師客（3） - 清家とも子 遊園地客・父 - 足立りょう太 遊園地客・母 - 日下部浩子 遊園地客・娘 - 小杉ゆん 小学生男子（1） - 小野田天哉 小学生男子（2） - 林海斗 小学生男子（3） - 岩下尚正 ふく扇・主人 - 川倉けいぞう 沖田正義 - 田山涼成 | 田口佳宏 | 溝口憲司 |
| 第十一話 | 9月18日 | 新潟県 十日町市の ドライブインの牛肉の煮込みと五目釜めし →【峠の茶屋 蔵】（閉店）    | 新潟米がうまい! 五月釜飯鮭キノコ山菜におこげ 黄金稲穂と塩にぎり!! 牛肉煮込みに卵トロリ   | 木村屋店員 - 家納ジュンコ 蔵 お父さん - 伊藤幸純 蔵 お母さん - 勝倉けい子 ライダー客（1） - 加藤裕 ライダー客（2） - 島隆一 年寄り客（1） - 足立建夫 年寄り客（2） - 井原幹雄 50代夫婦客夫 - 尾花かんじ 50代夫婦客妻 - 藤牧ゆうこ トラック運転手客 - 高山謙二 農家のお母さん - 福嶋恭子 大熊秀行 - 小倉久寛 | 田口佳宏 | 井川尊史 |
| 第十二話 | 9月25日 | 品川区 大井町の いわしのユッケとにぎり寿司 →【だるまや】                             | 大井町で衝撃はしご飯 鰯の渦に溺れた! 蒲焼チーズ巻きにつみれ汁 握りでしめる最終飯         | 猫カフェオーナー田中 - 松澤一之 サラリーマン客 - 高橋洋 臚雷亭女性店員（2） - 森田彩華 猫カフェ店員 - 寺川里奈 30代OL客（1） - 松村真知子 30代OL客（2） - 結城さなえ だるまや中年男性客 - 三遊亭道楽 臚雷亭女性店員（1） - 黒川宣子 久住さん - 久住昌之 だるまやご主人 - ベンガル だるまや奥さん - 朝加真由美 | 田口佳宏 | 溝口憲司 |

#### Season4
| 各話     | 放送日  | サブタイトル                                                                                 | ラテ欄                                                                                    | ゲスト | 脚本     | 監督     |
| -------- | ------- | -------------------------------------------------------------------------------------------- | ----------------------------------------------------------------------------------------- | --- | -------- | -------- |
| 第一話   | 7月9日  | 東京都 清瀬市の もやしと肉のピリ辛イタメ →【みゆき食堂】                                     | 清瀬の最強大衆食堂! もやしと肉ピリ辛炒め 味噌ニンニク青唐辛子 自由でウマい男の時間        | みゆき食堂店員1 - ふせえり みゆき食堂店員2 - 清水幸枝 みゆき食堂店員3 - 幅下優子 老人男性客1 - 若尾哲平 老人男性客2 - 田中健一 50代の男性客 - 井川哲也 50代の女性客 - 山本順子 中年の男性客1 - チャッピー大岩 中年の男性客2 - 白川智康 おばちゃん客1 - 山下裕子 おばちゃん客2 - 箱木宏美 作業服男性客 - 高橋和貴 麻雀客おばさん - 小菅敬子 麻雀客おじさん1 - 岩嵜敏剛 麻雀客おじさん2 - 西村春男 メガネ屋女性店員 - 守屋えみ その他のエキストラ - 『孤独のグルメ』ファンの皆様 大橋幸三 - 志賀廣太郎 | 田口佳宏 | 溝口憲司 |
| 第二話   | 7月16日 | 中央区 銀座の 韓国風天ぷらと参鶏湯ラーメン →【なじみ亭】                                     | 銀座ほっこり韓国家庭料理 絶品! 参鶏湯ラーメン ほわ天ぷらに肉キムチ 旨辛イカに鱈の餃子!?   | 笹川仁美 - 広岡由里子 女性店長 - 石井あす香 アシスタント男1 - 森山翔悟 アシスタント男2 - 鈴木彰紀 アシスタント女 - 咲良美里 ブティック店員 - 愛純もえり OL1 - 佐渡未来 OL2 - 池田詩穂 カップル男 - 中西晶 カップル女 - 鳥井晃子 サラリーマン1 - 大坪貴史 サラリーマン2 - 山口正剛 サラリーマン3 - 清水スユキ オモニ - 柴田理恵 | 田口佳宏 | 溝口憲司 |
| 第三話   | 7月23日 | 神奈川県 足柄下郡 箱根町の ステーキ丼 →【いろり家】                                          | 箱根貫録! 王様ステーキ丼 ソースワサビで充実!! 旬野菜にワカサギも! 温泉卵かけ御飯だ!!      | 大女将 - 小貫加恵 もみやん - 土井よしお ならや女性店員 - 上岡松美 足湯・女性客1 - 高杉ひろか 足湯・女性客2 - 高木ゆか おばあちゃん - 飛田弘子 幼稚園・子ども - 鈴木彩香 家族客・父 - 渡辺能仁 家族客・母 - 照喜名円 家族客・子ども - 松田知己 カップル・男 - 横山大 カップル・女 - 若林萌子 若女将 - 青山倫子 | 田口佳宏 | 井川尊史 |
| 第四話   | 7月30日 | 東京都 八王子市 小宮町の ヒレカルビとロースすき焼き風 →【大幸園 小宮本店】                   | 小宮満席! 隠れ家焼き肉店 卵ですき焼き感涙の味 デカ厚ヒレにスープも 豚足焼いてふほふほ!!   | 女将 - 円城寺あや 篠 - 小宮有紗 作業着客1 - 安部賢一 作業着客2 - 朝香賢徹 主人 - 本田秀和 最強の常連客 - 篠崎まこと 座敷客1 - 神谷未来紘 座敷客2 - 藤原大志 座敷客3 - 近藤さつき 座敷客4 - 千葉浩司 座敷客5 - 井出隆之 座敷客6 - 沖田龍彦 ママ友1 - 酒井尚美 ママ友2 - 田中美貴 子ども1 - 大沢大偉 子ども2 - 田中萌音 谷村今日子 - 松山愛里 谷村悠哉 - 野間口徹 | 田口佳宏 | 溝口憲司 |
| 第五話   | 8月6日  | 愛知県 知多郡 日間賀島の しらすの天ぷらとたこめし →【乙姫】                                  | 愛知海の幸天国! たこめしホワッとしらす天ぷら ジュワッ大あさり焼き 潮風のって焼きダコ      | 師崎港事務員 - 実森あずさ 切符売り場店員1 - 栗林栗子 切符売り場店員2 - 藤島えり子 いこい店主 - 鈴木浩二 カップル男 - 鈴木淳平 カップル女 - 鈴木礼華 おばさん - 鈴木真由美 若い漁師1 - 鈴木康典 若い漁師2 - 宮地彦幸 Barcaお母さん - 北川順子 しらすや事務員1 - 林真美 しらすや事務員2 - 高橋留未 しらすや店主 - 北川敏康 観光ホテルフロント - 中山幸彦 家族客・父 - 小野慎吾 家族客・母 - 加藤由紀 家族客・子ども - 伊藤悠仁 年配観光客1 - 牧野美佐子 年配観光客2 - 久富悟 地元客1 - 高橋靖典 地元客2 - 佐藤大 漁師客1 - 園田裕史 漁師客2 - 石黒洸樹 若女将 - 若松美木 大女将 - 森本恵美子 山下 - 徳井優                                                                            | 田口佳宏 | 井川尊史 |
| 特別編   | 8月9日  | 福岡県福岡市 博多区 中洲の 鯖ごまと若どりスープ炊き →【一富】                                | 真夏の博多出張スペシャル 博多うどんと中洲の鯖ごま                                         | うどん屋店主 - 小松政夫 奥村鉄也 - 中村有志 一富女将 - りりィ 商工会議所役員 - 中村靖日 地元の女性1 - 井芹美香 地元の女性2 - 深澤宏子 花火屋男性客 - 辻 雄三 花火屋子ども客 - 下松谷嘉音 うどん屋客 - 柏木厚志 商工会議所部長 - 川添浩文 商工会議所所員1 - 出水泰輔 商工会議所所員2 - 高橋洋介 一富大将 - 富田一男 サラリーマン1 - ケン坊田中 サラリーマン2 - あかみねとんぼ（どんぴしゃ） サラリーマン3 - 森本ちゃん（どんぴしゃ） サラリーマン4 - コンバット満 サラリーマン5 - 寿一実 サラリーマン6 - 金田昇太(スリーナイン) OL1 - 山口章代 OL2 - 瀬戸さおり OL3 - 藤田可菜 地元客1 -中川どっぺる (メガモッツ) 地元客2 - 池内祐介（メガモッツ) 地元客3 - 阿部哲陽（レモンティー） | 田口佳宏 | 溝口憲司 |
| 第六話   | 8月13日 | 東京都江東区 木場の チーズクルチャとラムミントカレー →【タンドールバル カマルプール 木場店】 | 木場真夏のラムミントカレー 絶品カキスパイス炒め 熱うまチーズクルチャ 穴場インドバルの魅力 | カマルプール店主 - 山中崇 花屋男性店員 - 酒井崇行 花屋女性店員1 - 児玉彩 花屋女性店員2 - 藤川奈緒 子供1 - 芹沢啄斗 子供2 - 渋谷そら 料理人1 - ラタン 料理人2 - ナッティ 常連男性客 - 平沼いくた 常連女性客 - 下村里奈 サラリーマン男性客 - 豊島歩 カップル男性客 - 市川欣希 カップル女性客 - 吉田真理 3人客男性1 - 岡野正一 3人客男性2 - 松﨑建ん語 3人客女性 - 門間三可子 女子会客1 - 野村日香理 女子会客2 - 松澤美妙 女子会客3 - 御子柴冴 女子会客4 - 泉みづき 井沢・息子 - 田野辺るきあ 井沢由香里 - 笛木優子 | 田口佳宏 | 井川尊史 |
| 第七話   | 8月20日 | 台東区 鳥越の 明太クリームパスタとかつサンド →【居酒屋まめぞ】                               | 鳥越うまっ名物かつサンド 明太クリームパスタ!! グっとくる懐かし横町                        | まめぞ 奥さん - 西田尚美 風鈴屋店主 - 河内浩 地元客1 - 坂城君 地元客2 - 手塚みのる 地元客3 - 木村若菜 主婦1 - 木皿木桃 主婦2 - 斉木りえ 一人客 - 大瀬誠 お婆ちゃん - 曽我久子 女の子1 - 矢口凜華 女の子2 - 中嶋莉緒 女の子3 - 田島絆 鳥越神社参拝者 - 山田登喜雄 酒井 - 東地宏樹 まめぞ 主人 - 小日向文世 | 田口佳宏 | 溝口憲司 |
| 第八話   | 8月27日 | 杉並区 阿佐ヶ谷の オックステールスープとアサイーボウル →【YO-HO's cafe Lanai】(閉店)         | 杉並生姜たっぷり! ハワイオックステールスープ おじや&朝イイボウル                          | 奥さん - 堀内敬子 母親 - 荒木真有美 子供 - 近藤將正 ビリヤード場客 - 福本圭祐 女性客1 - 橘美緒 女性客2 - 坂野志津佳 女性客3 - 中原江梨子 女性客4 - 春野早苗 女性客5 - 坂井裕美 主婦客1 - 風戸蒔 主婦客2 - 川本亜貴代 主婦客3 - 中野亜紀 石川 - 和田聰宏 ご主人 - 寺島進 | 田口佳宏 | 井川尊史 |
| 第九話   | 9月3日  | 渋谷区 神宮前の 毛沢東スペアリブと黒チャーハン →【シャンウェイ 本店】                        | 野球場近くの鉄板中華料理 黒チャーハンと麻辣湯 超ド迫力のスペアリブ 骨まで食べる蒸し鶏!    | 野球場オヤジ - 丹古母鬼馬二 野球場男性1 - 寺沢良雄 野球場男性2 - 寺島弘幸 野球場男性3 - 川添伸吾 ウグイス嬢 - 綾倉朋子 滝山 - 村田雄浩 カフェ店員 - 富田千穂 シェフ1 - 大内誠也 シェフ2 - 寛戸俊太郎 カップル男性客 - 西山由季拡 カップル女性客 - 羽里早紀子 6人客男性1 - 佐久間幸裕 6人客男性2 - 田島慶太 6人客男性3 - 進藤恵太 6人客女性1 - 市原茉莉 6人客女性2 - 星野しほ 6人客女性3 - 山崎丹奈 4人客女性1 - 西森魅萌 4人客女性2 - 高木麻実子 4人客女性3 - 東茉奈 4人客女性4 - 加納莉奈 シャンウェイ主人 - モロ師岡 | 田口佳宏 | 溝口憲司 |
| 第十話   | 9月10日 | 江東区 枝川の ハムエッグ定食とカツ皿 →【アトム】（閉店）                                     | 枝川驚愕メニュー多彩食堂 卵トロリハムは醤油! グッとくるカツ皿ご飯 懐かしレスカ男の美学    | レストランアトム主人 - 藤原喜明 藤田 - 入江崇史 大倉 - 成松修 トラック運転手1 - 清野賢 トラック運転手2 - 加々美伸次 タクシー運転手1 - 花咲也 タクシー運転手2 - 永井一誠 タクシー運転手3 - 海老原正美 タクシー運転手4 - 藤田雅明 タクシー運転手5 - 島英臣 川本 - 笹野高史 | 田口佳宏 | 溝口憲司 |
| 第十一話 | 9月17日 | 大田区 蒲田の海老の 生春巻きととりおこわ →【THI THI（ティティ）】                            | 蒲田越南の風汁ビーフン! あったか肉入りおもちVS生春巻き対決 初めて新鮮鶏おこわ!?           | 若い事務員 - 曽田茉莉江 三反田豊 - 難波圭一 2人客男性 - パーマーイ雅晴 2人客女性 - 森岡朋奈 ベトナム人客1 - トラン ティ トゥ ベトナム人客2 - グエン ティ ミゴック ベトナム人客3 - ティマー 扇房の女1 - ティ タン ニャン ベトナム人客2 - ホン ゴック アン 女主人 - グエン ベト ハー 白鳥美麗 - 伊佐山ひろ子 | 田口佳宏 | 溝口憲司 |
| 第十二話 | 9月24日 | 渋谷区 恵比寿の 海老しんじょうと焼おにぎり →【さいき】(閉店)                                 | 和恵比寿大将の居酒屋! ほろっと海老しんじょ パリッ香ばし焼きおに あぁ優しいカブスープ      | 喫茶店マスター - 小林賢太郎 高橋 - すわ親治 女性店員1 - 恒吉梨絵 女性店員2 - 宮坂亜里沙 男性一人客 - ジジ・ぶぅ 常連男性客1 - 沖隆二郎 常連男性客2 - 保谷和明 近所の男性 - 羽藤雄次 久住さん - 久住昌之 さいき大将 - 石橋蓮司 | 田口佳宏 | 井川尊史 |

#### Season5
| 各話     | 放送日        | サブタイトル | ラテ欄 | ゲスト | 脚本     | 監督     |
| -------- | ------------- | --- | --- | --- | -------- | -------- |
| 第一話   | 10月3日       | 神奈川県川崎市 稲田堤の ガーリックハラミとサムギョプサル →【寿苑】 | 稲田堤最強鶏肉三昧! 驚愕ガーリックハラミ 絶品Wゴマだれタン塩 ウマすぎ夏場のバラ肉塩カルビはご飯と塩辛       | お母さん - 西尾まり 小波 - 頼経明子 美女 - 麻亜里 友達 - 木内文香 子ども - 松田北斗 お母さん2 - 後藤なつこ 常連客・夫 - 木元剛 常連客・妻 - 長嶋真由 客1 - 髙橋絵吏 客2 - 植田有希子 客3 - 佐藤夕貴 客4 - 中塚翔太 客5 - 鈴木隆典 客6 - 星野正臣 佐古田 - 寺田農 | 田口佳宏 | 溝口憲司 |
| 第二話   | 10月10日      | 東京都江東区 清澄白河の ポパイベーコンとサンマクンセイ刺 →【だるま】 | 清澄白河の大衆食堂! 卵ポパイベーコン炒め 絶妙!! サンマクンセイ オニオンパンは煮込みと                       | 田島 - 佐戸井けん太 受付嬢 - 田中えみ 夫婦客・夫 - 溝口博 夫婦客・妻 - 溝口三奈 夫婦客・子供 - 溝口珠生 客1 - 池波玄八 客2 - キンタカオ 客3 - 宇都宮昇良 客4 - 深井稔 客5 - 田ノ上美果子 客6 - 小室秀一 客7 - 池森昇 客8 - 土屋延江 客9 - 野崎喜吉 客10 - 若山映二 客11 - 滝野郁子 客12 - 大澤輝夫 客13 - 橋本龍三 客14 - 原岡見伍 客15 - 植田茂 客16 - 植田茂 客17 - 小西勝行 客18 - 福田奈巳 客19 - 有馬直美 客20 - 香戸良二 客21 - 日比野守正 客22 - 山上智上 客23 - 門馬三可子 客24 - 里麻百合 客25 - 佐藤充徳 客26 - 大野弘一 客27 - 松野篤 客28 - 山内信悟 客29 - 中島幸一 大将 - 高野光一 大女将 - 水口正子 調理人 - 元木雁二朗 スーさん - 浅野温子 | 田口佳宏 | 溝口憲司 |
| 第三話   | 10月17日      | 東京都杉並区 西荻窪の ラム肉のハンバーグと野菜のクスクス →（西荻窪駅に近い方へ移転）【タムタム(tam tamu)】                                                                             | 西荻窪ラムハンバーグ 薄皮パリッとろ?り卵 野菜のクスクスに辛味で美味さ倍増!! 懐かしママのスープ              | 先輩 - 角田信朗 幸子 - 甲斐まり恵 カップル客・男 - 稲葉友 ヤスミン - ステファニー 客1 - 伊藤宏弘 客2 - 平野まさよし 客3 - 田原昇 客4 - 岩崎敏剛 客5 - 岸谷勉 カップル客・女 - 松原汐織 団体客1 - 広井憲太郎 団体客2 - 岸宗太郎 団体客3 - 菊池奈月 マリアン - 真理安(本人) 女性店主 - 伊藤かずえ | 児玉頼子 | 井川尊史 |
| 第四話   | 10月24日      | 台湾宜蘭県 羅東の 三星葱の肉炒めと豚肉の紅麹揚げ【全台小吃部】(閉店) | 台湾! 三星ネギ肉炒めガツンと豚肉紅麹揚げ 排骨辛ダレいかワサビ 切なく芳ばし深い炒飯 爽快!! 澄んだ蛤スープ    | 貴子 - 大久保麻梨子 女性客1 - NUENUE 女性客2 - RIA 女将 - 揚雲玉 三星郷文化館スタッフ - 林暐琦 家族客1 - 呉東榮 家族客2 - 林韋君 家族客3 - 呉苡安 家族客4 - 甘祝菁 家族客5 - 林正庸 山村 - 竜雷太 | 田口佳宏 | 溝口憲司 |
| 第五話   | 10月31日      | 台湾台北市 永楽市場の 鶏肉飯と乾麺【永楽小吃 (永楽担仔麺)】 | 台湾屋台の感動小皿飯 最強! 煮玉子と鶏肉飯 混ぜてウマい汁なし麺 砂肝スープとすっきりタピオカ豆腐スイーツ     | 劉真一 - 水間ロン 古早味豆花店員 - 劉奕兒 永樂小吃女性店員 - 高百合 男性客1 - 徐嘉佑 男性客2 - 林宇宸 伍郎 - ウィンストン・チャオ（趙文瑄） | 田口佳宏 | 溝口憲司 |
| 第六話   | 11月7日       | 東京都目黒区 大岡山の 九絵定食となめろう冷茶漬け →【九絵（クエ）】 | 大岡山の漁師魚定食! 新鮮刺身とカマ煮付けご飯と会うやさしい味 なめろうご飯に冷たい味噌汁かけ驚きの旨さ       | 大将 - 片桐竜次 八代圭祐 - 堀部圭亮 従業員1 - 斉藤麻衣 従業員2 - 下倉紀人 従業員3 - 山下寛人 息子 - 田中真之 中年サラリーマン1 - 松田正悟 中年サラリーマン2 - 萩原亮介 中年サラリーマン3 - 藤川三郎 OL - 保亜美 常連客 - 石橋徹郎 体育会系学生客1 - 常住富大 体育会系学生客2 - 末次弘季 体育会系学生客3 - 尾形駿一 老人常連客 - 内田昌広 竹内さん - 上田章 学生客1 - 安在達哉 学生客2 - 宮原智史 学生客3 - 田澤奈巳 学生客4 - 吉田奈央 女将(みゆき) - 鷲尾真知子 | 田口佳宏 | 井川尊史 |
| 第七話   | 11月14日      | 東京都世田谷区 千歳船橋の ラム肩ロースとラムチョップ →【まーさん(MAASAN)】 | 贅沢独りジンギスカン 塩でたまらんランプ肉 甘い玉葱と極上ロース とろ～り焼きチーズ 豪快! 狼ラムチョップ      | 斎藤玲 - 浅見れいな 店主 - 川野直輝 中年男性客 - 片山享 ヨガ生徒1 - 下倉紀人 ヨガ生徒2 - 島之原樞 ヨガ生徒3 - 石堂友香 バイト女性店員 - 吉田香織 カップル客・男 - 葛目祐樹 カップル客・女 - 西村彩有里 老人客・吉田 - ミッキー・カーチス | 田口佳宏 | 井川尊史 |
| 第八話   | 11月21日      | 東京都渋谷区 代々木上原の エマダツィとパクシャパ →【ガテモタブン(Gatemo Tabum)】 | 幸せ超辛ブータン料理 もっちり皮蒸し辛餃子 山椒ヒリリ爽快サラダ 唐辛子チーズは赤白米 幸せ干し肉              | 内田・妻 - 横山めぐみ 女性店員 - 笠木泉 ブータン人客1 - ツェリンノルプ ブータン人客2 - エイコウ リュウ 女性客1 - Nano 女性客2 - 仲村唯可 尾崎 - 石井愃一 | 児玉頼子 | 溝口憲司 |
| 第九話   | 11月28日      | 千葉県いすみ市 大原の ブタ肉塩焼ライスとミックスフライ →【源氏食堂】（閉店） | 港の食堂 豚塩焼き定食 厚く軽く旨すぎソテー たらりソースポテサラ いすみ産豚メンチカツ 釣りたてのイカのフライ | お父さん店員 - 有薗芳記 漁港の販売員 - 境伸太郎 漁師客 - 蔵本康文 トメさん - 吉田幸矢 中年男性客 - 河野宏明 お母さん店員 - 星野晶子 社長 - 椎名泰三 山崎 - 塚地武雅（ドランクドラゴン） | 田口佳宏 | 井川尊史 |
| 第十話   | 12月5日       | 東京都江東区 亀戸の 純レバ丼 →【菜苑】 | ラーメン屋の純レバ丼 驚愕のネギ雪山…下にたまらん特濃甘辛飯!! ふっくら餃子は酢胡椒 これが亀戸やんちゃ飯      | 看護師 - 須藤温子 男性患者 - 碓井将大 母 - 井上麻美 父 - 河原田ヤスケ サラリーマン客 ‐ 久保田宗人 ガテン客1 ‐ 田中孝冶 ガテン客2 - 田中光一 カップル客1 - 山﨑真吾 カップル客2 - 川崎美海 カップル客3 - 遠田翔平 カップル客4 - 平林あずみ ネギ業者 - 木村公一 医師 - 北村有起哉 | 田口佳宏 | 溝口憲司 |
| 第十一話 | 12月12日      | 埼玉県越谷市 せんげん台の カキのムニエルとアメリカンソースのオムライス →【厨 Sawa（くりや さわ）】                                                                                     | 温か! まごころ洋食店 海老ソースオムライス 焦がしバター&旬カキ黒蜜きな粉のババロア                           | お母さん - 重田千穂子 息子 - 前野朋哉 子ども - 河本彩夢 店主 - 都築賢司 大学生客1 - 久保宏貴 大学生客2 - 山本美紀子 大学生客3 - 未莉 おばさん客1 - 三島由起子 おばさん客2 - 中尾文子 常連女性客 - 浅田光 公募エキストラの皆様 - 井口光忠、磯野奈々帆、魚住泰祐、大塚真由美、斉藤清子、杉島尚輝、田中雅啓、戸田圭子、豊島康介、中山広昭、福井良子、松崎敦、丸山忠臣、森知華、安田美穂 ママ - YOU | 田口佳宏 | 井川尊史 |
| 第十二話 | 12月19日      | 東京都豊島区 西巣鴨の 一人すき焼き →【しゃぶ辰 西巣鴨店】 | 西巣鴨の最強すき焼き 最終飯は独り大宴会! 驚愕霜降りブランド牛 絶品卵かけご飯パワー                          | 社長 - 土屋伸之（ナイツ） 社員 - 塙宣之（ナイツ） 森田 - 野田圭一 内海 - 細野今日子 OL1 - 吉田春菜 OL2 - 齊藤麻衣 サラリーマン1 - 谷邦夫 サラリーマン2 - 川井満 サラリーマン3 - 松野篤 サラリーマン4 - 落合秀人 サラリーマン5 - 斎藤奨 おばちゃん1 - 吉田晃代 おばちゃん2 - 小松千鶴 若い男性客 - 魚谷貴世志 公募エキストラの皆様 - 甲斐徳太郎、後藤聖子、下島優香子、露木雅弓、長谷川みちる、村中絵理、宮本和代、ぽん&おから 久住 - 久住昌之 若女将 - 富田靖子 | 田口佳宏 | 溝口憲司 |
| 特別編   | 2016年 1月1日 | 北海道旭川市の 新子焼きとかにくり～むコロッケ →【独酌 三四郎】、【自由軒】 | お正月スペシャル 真冬の北海道・旭川出張編 北海道旭川のカニコロ                                              | 独酌 三四郎の女将 - 床嶋佳子 近藤染工場・阿部専務 - 森崎博之 自由軒のマスター - 本田博太郎 自由軒の店員 - 西原亜希 | 田口佳宏 | 溝口憲司 |
| 特別編   | 8月3日        | 宮城県仙台市の牛たん定食と 三陸 女川町の海鮮五色丼 →牛タン【萃萃(すいすい)】、海鮮五色丼・（女川駅前へ移転）【女川海の膳ニューこのり】、サバだしらーめん・石巻市【食堂きかく（亀鶴）】 | 真夏の東北・宮城出張編 柔らか塩牛たん 海を感じる○色海鮮丼 熱サクッ!! 特大穴子天黄金色のラーメン             | 牧原達也 - 向井理 岸本 - 渡辺いっけい 萃萃・女将 - 松本海希 レンタカー屋店員 - 村田唯 『萃萃』 作業員客1 - 樋渡宏嗣 作業員客2 - 狩野祐介 三人組客・社長 - 戸石みつる 三人組客・男性 - 平来未哲 三人組客・女性 - 大村萌恵 『シーパルピア女川』 佐伯 - 七瀬ユサ 村田 - 猪又望 男性職員 - 三塚宏昭 職員1 - 都甲マリ子 職員2 - 上山政彦 『ニューこのり』 女性店員 - 照井雪江 作業員客1 - 髙橋新吾 作業員客2 - 櫻井康 役場職員客1 - 松浦佳奈 役場職員客2 - 加藤俊治 役場職員客3 - 遠藤雅也 ボランティア客1 - 坂本貴紀 ボランティア客2 - 佐久間新太 ボランティア客3 - 高橋佑太朗 ボランティア客4 - 江尻浩太 ボランティア客5 - 柚木亜里紗 ボランティア客6 - 和田彩香 老夫婦客・男性 - 山形吉信 老夫婦客・女性 - さとう洋子 家族客・父 - 工藤原野 家族客・母 - 渡邊美樹 家族客・子ども - 渡邊紗季 観光客1 - 仲野谷真喜子 観光客2 - 太田紀子 観光客3 - 橋本ケミィ 『食事処 亀鶴』 男性客1 - 石森秀利 男性客2 - 加納千柊 萃萃・親方 - でんでん ニューこのり 女将 - 余貴美子 | 田口佳宏 | 井川尊史 |
| 特別編   | 2017年 1月2日 | 東京都 中野のレバニラ炒めと 千葉県 津田沼のリブステーキ →レバニラ炒め【蔡菜食堂】、リブステーキ【テキサス 津田沼店】                                                                   | お正月スペシャル 井之頭五郎の長い一日 絶品レバニラかけご飯 深夜背徳ステーキ                                 | テキサス・店長 - 和田正人 料理人 - David Ridges 強盗1 - Josua Walters 強盗2 - Hagen B 南雲美穂 - 梅本静香 杉原商事・警備員 - 野々瀬隆志 『つるや』 男性店員 - 飯塚俊太郎 女性店員 - 大塚びる 公募エキストラの皆様 『蔡菜食堂』 主婦客 - 松山尚子 女性客 - 栗咲寛子、久野みずき カップル客 - 奥野隆之、影山直子 『ステーキハウス テキサス』 店員 - 金子瞬、豊田雄一 男性客 - 稲井隆彦、高橋勝美 カップル客 - 汐谷恭一、大川雅世 杉原社長 - 北村総一朗 蔡菜食堂・女将 - 宮崎美子 | 田口佳宏 | 溝口憲司 |

#### Season6
| 各話     | 放送日   | サブタイトル | ラテ欄 | ゲスト | 脚本     | 監督              |
| -------- | -------- | --- | --- | --- | -------- | ----------------- |
| 第一話   | 4月8日   | 大阪府 美章園の お好み焼き定食と平野の串かつ →お好み焼き【甘辛や】、串カツ【串かつ・どて焼 武田】                                                                                    | 大阪お好み焼き定食! 焦げソース香るカリカリ豚バラにトロッと卵 生姜すっきりどて焼き屋台の串揚げ                                                   | 串カツ屋店員 - 波岡一喜 吉田 - 池乃めだか 甘辛や女将 - 楠見薫 甘辛や大将 - 森下じんせい 親子客・父 - 下柳剛 美容室女性店主 - たかおみゆき 作業員客（1） - 中田光昭 作業員客（2） - 藤本裕司 小学生 - 糟谷愛斗 親子客・娘 - 長曽我部心 島崎 - 六角精児 | 田口佳宏 | 溝口憲司          |
| 第二話   | 4月15日  | 東京都新宿区 淀橋市場の 豚バラ生姜焼定食 →【伊勢屋食堂】 | 市場の朝食! 香る豚バラ生姜焼定食 シャキッ旬たけのこ煮さっぱりトマト酢漬けしじみ味噌汁                                                           | 若女将 - 久保田磨希 大女将 - 池田道枝 カナ - 工藤綾乃 アヤ - 田中珠里 中年（8） - 大久保ノブオ（ポカスカジャン） 中年（9） - タマ伸也（ポカスカジャン） 若者 - 小林優斗 中年（4） - 池原猛 老人（2） - 金田誠一郎 老人（1） - 中村陽一 中年（1） - 三上淳也 中年（2） - 岡田幸司 中年（3） - 寺林清一郎 中年（5） - 橋浦里英 中年（6） - 相田憲和 警備員 - 松本修一 竹内さくら - 東風万智子 | 田口佳宏 | 井川尊史          |
| 第三話   | 4月22日  | 東京都目黒区 三田の チキンと野菜の薬膳スープカレー →【薬膳スープカレー・シャナイア(Shania)】                                                                                         | 春の薬膳スープカレー とろっと柔らかチキン 餅のように伸びる芋と旬野菜! 辛い鳥唐揚げ                                                              | 工藤 - 山崎樹範 美女一人客 - 岸茉莉 ホテルフロント係 - 三好心 カップル客 - 小松渓太 カップル客 - 青木愛美 OL客（1） - 新井芳美 OL客（2） - 石堂友香 OL客（3） - 黒木美紗子 女性二人客（1） - 矢野千恵 女性二人客（2） - 小田花緒瑠 女性店員 - 谷村美月 | 田口佳宏 | 井川尊史          |
| 第四話   | 4月29日  | 東京都東大和市の 上タンシオとカイノミ →【翠苑】（閉店） | 焼き肉三昧! 最強春飯よく焼いて柔らか旨い上タン塩!! 絶品味付き肉に舌鼓が止まらない                                                               | みゆ - 白石聖 若女将 - 池田恵子 村山武 - 福地叶成 大女将 - 黒井文江 50代夫婦客・夫 - 植田正敏 50代夫婦客・妻 - 西澤和子 中年男性客（1） - 山口正剛 中年男性客（2） - 早良昇真 中年男性客（3） - 安藤清二 常連客 - 佐藤充徳 村山真理子 - 手塚理美 | 田口佳宏 | 溝口憲司          |
| 第五話   | 5月6日   | 東京都世田谷区 太子堂の 回転寿司 →【すし 台所家 三軒茶屋店（DAIDOKOYA）】 | 旨し楽し回転寿司天国 大トロ中トロマグロ盛り! 真ダイのすまし汁 あまい上赤エビと特上ウニ                                                          | 浜崎伝助（『釣りバカ日誌』TV版から特別出演） - 濱田岳 彩 - 山下リオ 女性店員1 - 和泉ちぬ 板前1 - 齋賀正和 板前2 - 中澤功 中年女性客 - 松沢有紗 右側席客1 - 寺田誠 右側席客2 - 佐土原正紀 右側席客3 - 鈴木修 右側席客4 - 三門正樹 体育会系若者客1 - 加藤銀二 体育会系若者客2 - 松本浩太郎 若者女性客1 - 髙橋玲那 若者女性客2 - 木田彩奈 おじさん客 - 小笠原宏 サラリーマン客1 - 木下慎一郎 サラリーマン客2 - 森英昭 爺さん客 - 長勲 女性店員2 - 渡部陽子 主婦客1 - 青柳加代子 主婦客2 - 中塚智子 鉄ヲタ客1 - 中村英人 鉄ヲタ客2 - 片桐秀行 若者男性客1 - 引馬智裕 若者男性客2 - 真白幹大 マダム客 - 岡本麗 次郎 - 若林豪 | 田口佳宏 | 溝口憲司          |
| 第六話   | 5月13日  | 東京都新宿区 高田馬場の シャン風豚高菜漬炒めと牛スープそば →【ノング インレイ(Nong Inlay)】                                                                                          | 高田馬場牛スープそば 豚高菜漬け炒めとピリ辛カリコリ茶葉サラダ クセになる! 揚げパンミルクティー                                                  | マダム - ヒラヤマイーキン ミッシェル - ロマ・トニオロ 店員 - ライン 親子客・父 - ウィンゾー 女性客1 - ミャットピューピューオー 親子客・娘 - エミリー メロンパン屋女性客1 - 原田沙百合 メロンパン屋女性客2 - 山下聖良 受付スタッフ - 白戸伸幸 生徒1 - 小幡晃聖 生徒2 - 湯口清隆 生徒3 - 畠田泰誠 鈴木師範代 - 高橋努 | 児玉頼子 | 井川尊史          |
| 第七話   | 5月20日  | 東京都渋谷区 道玄坂の 皿うどんと春巻 →【長崎飯店 渋谷店】 | 幸福軟らか麺皿うどん 極上海の幸たっぷり! 餡をおこげ麺にかけてパリパリッ熱々春巻き庶民の至福味                                                   | 冴島 - 窪塚俊介 相馬 - 京極圭 大女将 - 木村翠 クラブスタッフ1 - 杉本良太郎 クラブスタッフ2 - 嶺豪一 クラブスタッフ3 - 中川昌弘 クラブスタッフ4 - 西村佳祐 クラブスタッフ5 - 中村誠一 10代女性1 - 石黒丞子 10代女性2 - 平八重真央 キャッチ - 桔山アツシ ぶつかる若い女性 - 五条真巳 中年サラリーマン1 - 大石尚行 中年サラリーマン2 - 西岡生博 中年サラリーマン3 - 鳥羽達也 中年サラリーマン4 - 宏乃晋 中年サラリーマン5 - 向井康人 IT系客・男1 - 佐藤悠司 IT系客・男2 - 須田洋平 IT系客・女 - 渡辺友貴 私服おじさん客 - 森田幸男 老夫婦客・男 - 日野井芳雄 老夫婦客・女 - 小野口千恵子 ギャル客1 - 入江早紀 ギャル客2 - 伊東海咲 公募エキストラの皆様 - 秋庭知佳、浅川博史、池田潮、岡島理沙、押木真弓、小野セラ、小野高広、金目雄高、川口賢作、剣持開、古賀とみえ、権守健、三遊亭はらしょう、庄司千尋、瀬戸真由花、高橋由洋、千葉大成、中田美弥、波和梨、平木直、堀若菜、武馬怜子、本木茂之、山崎功達、横田桃子 若女将 - 川上麻衣子 | 田口佳宏 | 北畑龍一          |
| 第八話   | 5月27日  | 東京都台東区 御徒町の ラム肉長葱炒めとスペアリブ →【羊香味坊（ヤンシャンアジボウ）】                                                                                                 | 柔らかラム長葱炒め丼 ラムスペアリブに焼売泌み渡るラム肉スープ キュウリの甘辛酢漬け 山椒醤と麦飯                                                 | 女性店員（1） - 金桂香 女性店員（2） - 李嵩嵩 女性店員（3） - 八尋インミャオ 女性店員（4） - 雨 女性事務員 - 村田志織 若い男性一人客 - 神山順記 若い女性客（1） - 小井塚希美子 若い女性客（2） - 今泉玲奈 若い女性客（3） - 松澤優花 三人客（1） - 白峰直人 三人客（2） - 鹿島太郎 三人客（3） - 伊達美紀 竹内社長 - 岡田浩暉 | 田口佳宏 | 溝口憲司          |
| 第九話   | 6月10日  | 東京都品川区 旗の台の サルスエラとイカ墨のパエリア →【スペイン食堂 石井】（武蔵小山に移転）                                                                                          | 情熱の国スペイン料理 海鮮沢山ブイヤベース 肉厚マッシュルーム! ふわっ鱈オーブン焼き黒いパエリア                                                  | 藤堂 - 神尾佑 主人 - 丸本育寿 家族客・母 - 小出ミカ 喫茶店店主 - 志賀篤子 家族客・弟 - 大河原爽介 家族客・姉 - 植原星空 家族客・父 - 片山定彦 主婦客（1） - 赤星由紀子 主婦客（2） - 貝塚由紀子 常連客 - 大友和彦 小雪（回想） - 目黒真希 奥さん - 佐藤仁美 | 児玉頼子 | 井川尊史          |
| 第十話   | 6月17日  | 千葉県富津市 金谷の アジフライ定食 →【はまべ】 | 房総の漁師めし定食! ふっくらアジフライを醤油ソースタルタルとレモンからしで超堪能 海藻の味噌汁                                                   | 女将 - 松本明子 常連客・松田 - 佐藤蛾次郎 登山客・子供 - 田中誠人 登山客・母親 - 田中里子 登山客・父親 - 中屋靖名駕 黒川孝明 - 石井正則 | 田口佳宏 | 溝口憲司          |
| 第十一話 | 6月24日  | 東京都文京区 茗荷谷の 冷やしタンタン麺と回鍋肉 →【豊栄】 | 華麗な創作中華の世界 パクチー冷タンタン麺 トロッとアボカド蒸しホイコーローかけご飯 幸福茶碗蒸し                                                 | 店員・濱田 - 水沢エレナ 常連客・斉藤 - 栗原英雄 岩下晴子 - みわ優子 店主 - 高田健一 カメラマン - 司馬正太郎 中年サラリーマン客 - 宮崎重信 若手サラリーマン客 - 三小田芳樹 OL客 - 黒瀬真里 主婦客（1） - 名越佳代 主婦客（2） - 小林愛里 主婦客（3） - 谷朱織 公募エキストラの皆様 - 青木優、佐藤枝美里、阿部淳一郎、関田薫、内野瑛厘沙、高木里恵、河西美冴、武田周司、川崎真祐、根本章、木原芽衣子、林夏希、黒田雄士、星かおり、黒田鈴、牧野涼子、黒田令、安竹舞子、郡司眉佳、吉田悟隆 雑誌編集者・川島秀樹 - 片桐仁 | 田口佳宏 | 北畑龍一          |
| 第十二話 | 7月1日   | 東京都品川区 五反田の 揚げトウモロコシと牛ご飯 →【食堂とだか】 | 五反田の居酒屋風食堂 甘うま! 迫力の牛ご飯 旬のトウモロコシ揚げ キンキと茄子包み焼き 揚げ胡麻豆腐                                                | 渡辺正義 - 長谷川朝晴 飯田夫妻・夫 - 野村修一 渡辺恵子 - 伊佐美紀 渡辺百合子 - 原田千枝子 マスター・妻 - 永池南津子 飯田夫妻・妻 - 星野美穂 業界人客（2） - 大谷幸広 カップル客・男 - 中西大樹 カップル客・女 - 江村あかり 作業員（1） - 三好敦 作業員（2） - 中村彰伸 酔っ払い客 - 久住昌之 業界人客（1） - ANI（スチャダラパー） マスター - ムロツヨシ | 田口佳宏 | 井川尊史          |
| 特別編   | 12月31日 | 愛媛県松山市の鯛どんぶりと 広島県広島市の焼肉とラーメン →立ち食い讃岐うどん【松下製麺所】、鯛ドンブリ【さかな工房 丸万】、広島焼肉【みっちゃん】、年越しそば・千葉県成田市【多津美】 | 大晦日スペシャル～食べ納め!瀬戸内出張編～ 2017年最終飯を緊急生放送! 鯛満開どんぶりと生卵 カリコリッ絶品焼き肉 甘めおでんとラーメン セルフうどん | みっちゃん 女将 - キムラ緑子 中村由紀子 - 山村紅葉 沖田守 - テイ龍進 中川 - 谷川昭一郎 丸万 坂井 - 丸山尚宏 香川県庁 島田 - 尾崎右宗 松下製麺所 女将 - 麻生絵里子 丸万 このみ - 藤本泉 みっちゃん 客 - ダンカン みっちゃん 1人客 - 竹原慎二 多津美 客（瀬川瑛子 本人役）- 瀬川瑛子 丸万 大将 - 柄本明 | 田口佳宏 | 溝口憲司 井川尊史 |

#### Season7
| 各話     | 放送日   | サブタイトル | ラテ欄 | ゲスト | 脚本     | 監督              |
| -------- | -------- | --- | --- | --- | -------- | ----------------- |
| 第一話   | 4月7日   | 埼玉県上尾市 本町の 肩ロースカツ定食 →【キセキ食堂 上尾店】 | 奇跡のロースカツ定食 超厚い熟成豚ステーキ 岩塩&辛みそ&レモンしっとり肉頬張る幸せ                                                                                                 | 女将 - 田畑智子 役名不明 - 石原生涯、小川ガオ、菅井玲、佐倉由香、山口統生、牛尾元昭、郡司博史、小峰善子、山下徳久、西東雅敏、林大輔、安住啓太郎、増本利男、志村彩佳 新井義彦 - 山上賢治 新井和子 - 木野花 | 田口佳宏 | 井川尊史          |
| 第二話   | 4月14日  | 東京都世田谷区 経堂の 一人バイキング →【マッシーナ メッシーナ】（町田市に移転） | 一軒家1人バイキング 新感覚とろける手羽先煮込みギニア風カレー皿を彩る 誘惑の19種類                                                                                                | 中西哲夫 - 大和田獏 役名不明 - 田川平、大木のん、瀧マキ、坂口さゆり、飯塚ひろみ、嶋村美春、金谷真由美、内海貴美子、安奈ゆかり、木田愛子 女将 - いしのようこ | 田口佳宏 | 溝口憲司          |
| 第三話   | 4月21日  | 東京都港区 南麻布の チョリソのケソフンディードと鶏肉のピピアンベルデ →【サルシータ(SALSITA)】 | 爽やかライムのスープ 深い味わい緑の鶏料理 ふわりメキシコ卵蒸し 熱チーズにチョリソともろこしパン                                                                                  | 山本キャサリン - 豊田エリー 日本人店員 - 渡部豪太 役名不明 - David D、Adelaide、Tom Fogel、Shadow Johnston、Isla Rose、木村範子、比佐仁、夏瀬ゆの、干川瑞貴、水村沙織、林生馬、中居由紀子、Faramarz Khadem、伊藤裕香、Samantha Carias、くぼた茜、Edgar Pichardo、興石シャラク | 児玉頼子 | 井川尊史          |
| 第四話   | 4月28日  | 群馬県甘楽郡下仁田町の タンメンと餃子 →【一番】 豚すき焼き →【コロムビア】 | 昔ながらの手作り餃子 絶品スープ止まらない極太タンメン 葱と豚ロースすき焼き タレまとった幸福の飯                                                                                  | 沼田 - 戸塚純貴 前川 - 田中聡元 コロムビア女将 - 山本与志恵 お爺さん - 菅登未男 役名不明 - 宗方咲季、串山麻衣、福本崚瑛、福本皓埜、谷充義、佐藤実、小池準 駅員 - 正名僕蔵 | 田口佳宏 | 北畑龍一          |
| 第五話   | 5月5日   | 東京都荒川区三河島の 緑と赤の麻婆豆腐 →【眞実一路】 | 魅惑の緑の麻婆豆腐! 熱っ!! 石焼赤マーボー 塩味やさしめザーサイ ほっこり正式杏仁豆腐                                                                                              | 杉山 - 中山忍 役名不明 - 小池達也、増田奈緒美、於保晶子、風見有砂、藤本よしえ、藤本佳瑠 主人 - 岡田義徳 | 児玉頼子 | 溝口憲司          |
| 第六話   | 5月12日  | 千葉県浦安市の 真っ黒な銀ダラの煮付定食 →【羅甸（ラテン）】 | 真っ黒銀ダラの煮つけ 未知のフワフワ食感! 熟成(秘)タレは誘惑の味 プリプリ新鮮魚介刺しに沖縄もずく                                                                                 | 店長・奥田 - ふかわりょう 役名不明 - 真僖祐梨、平島奈々、鈴木おから、川守田政人、今野ゆか、阿邊龍之介、吉岡あきこ、佐藤誠、中松俊哉 大将 - 日野陽仁 女将 - 阿知波悟美 | 田口佳宏 | 溝口憲司          |
| 第七話   | 5月19日  | 東京都墨田区 東向島の 納豆のピザと辛いパスタ →【カトリカ】 | 下町の窯焼き納豆ピザ あったか&ふんわり! とろり卵とハムのピザ 絶品塩味! 辛いパスタ                                                                                                | 佐々木 - 伊藤克信 佐々木・妻 - 村上理子 女性客（1） - 石橋穂乃香 女性客（2） - 松井悠理 西村 - 植草朋樹（テレビ東京アナウンサー） 公募エキストラの皆様 マスター - 中原丈雄 | 田口佳宏 | 井川尊史          |
| 第八話   | 5月26日  | 東京都中野区百軒横丁の チキン南蛮と地鶏もも串 →【泪橋】 | 居酒屋のチキン南蛮! こってり旨いタルタル炭焼き香る地鶏モモ 一口サバ串とご飯進む豚味噌串!!                                                                                        | 丸山 - 角田晃広（東京03 客引きの女 -藤本沙紀 なっちゃん - 石原奈津美 荒川 - 櫻井麻七 役名不明 - 千代將太、古堅弘人、堀越ゆりか、伊藤悌智、鍛治本大樹、木原夏美 常連客 - やくみつる 大将 - 千葉哲也 | 児玉頼子 | 北畑龍一          |
| 第九話   | 6月9日   | 韓国チョンジュ市の 納豆チゲとセルフビビンパ | 韓国初出張編（1）全州市初体験セルフビビンバ 野菜と海苔と納豆チゲ 辛味豚も切って混ぜて食べる幸福!                                                                                 | パク・スヨン - パク・チョンア 女将 - ハン・ギョンミ おばさん - チョン・ミラン 3人客（1） - キム・チュンシク 3人客（2） - ソン・サンウォン 3人客（3） - ソ・インス 傘職人 - ユン・ギュサン（無形文化財） 息子 - ユン・ソンホ イム社長 - ソン・シギョン | 田口佳宏 | 溝口憲司          |
| 第十話   | 6月16日  | 韓国ソウル特別市の 骨付き豚カルビとおかずの群れ | 韓国初出張編（2）ソウル堂々骨付き豚の一枚肉ニラネギキムチに舌鼓 旨! 薄い牛バラ肉と飯 ホッと海苔巻き天ぷら                                                                        | パク・スヨン - パク・チョンア サラリーマン客 - キム・キュジョン 大将 - キム・ドンイン 男性常連客 - イ・ミョンセ 役名不明 - イ・ダヨン、チャン・ジノ、キム・ウンサン、パク・ピョンナム、イ・ハッチュ、アン・グァンホ イム社長 - ソン・シギョン | 田口佳宏 | 溝口憲司          |
| 第十一話 | 6月23日  | 千葉県千葉市の 特製ニンニクスープと生鮭のバター焼き →【味のレストラン えびすや 幸町店】 | ふっくら鮭バター焼き 凝縮ガーリックスープ&ふんわりガーリックトーストで パワー充電 最強コラボ飯                                                                                   | 坂田 - 植野行雄（デニス） 若女将 - 小林麻子 役名不明 - 望月寛子、野田美華、隠岐文代、奥田雅子、山賀智訓、東友規、尾形駿一、輿祐樹、上村恒司、青山洋子、木村明海、三善優羽 大女将 - 藤田弓子 | 田口佳宏 | 井川尊史          |
| 第十二話 | 6月30日  | 東京都中央区八丁堀の ニラ玉ライスとエビチリ →【中華シブヤ】（閉店） | 半熟玉子の濃厚ニラ玉 王道プリうまエビチリ つまみトーストに締めラーメン! 町中華幸福の最終飯                                                                                       | 五十嵐 - 大友康平 ミュージシャン（The Screen Tones） - 久住昌之、フクムラサトシ、Shake、河野文彦、栗木健 役名不明 - 山森大輔、吉野正弘、池田倫太朗、古橋桃子、宮守孝太朗、鈴木雅也、進藤博之、安松潤、青山義典、山口信行、長嶋真由 女将 - 松山尚子 常連サラリーマン田中 - 吉田ウーロン太 大将 - 角野卓造 | 田口佳宏 | 北畑龍一          |
| 特別編   | 12月31日 | 京都府京都市のぐじの土鍋ご飯と 愛知県名古屋市の台湾ラーメン →土鍋ごはん・京都市【梨門邸（なしもて）】、あんトースト・名古屋市【珈琲処カラス】、台湾ラーメン・名古屋市【台湾ラーメン光陽】、うな重・東京都葛飾区柴又【うなぎ・日本料理 ゑびす家】 | 大晦日スペシャル 京都・名古屋出張編 生放送でいただきます! 生放送で今年最後に何食べる!? 京都&名古屋初出張!! ほっこり甘鯛土鍋&甘旨! 豚ロース酸っぱい鳥唐&ピリ辛にんにく飯と台湾麺! | 【京都編】 鈴川江梨子 - 鶴田真由 梨門邸・女将 - 中村ゆり 梨門邸・大将 - 橋本一郎 安田 - 中川剛（中川家） 中田 - 中川礼二（中川家） 梨門邸・西田夫 - 上西雄大 梨門邸・西田妻 - 武藤令子 梅乃井・店員 - 古川藍 【名古屋編】 珈琲処カラス・ママ - 高橋ひとみ 奥村 - 岸田研二 珈琲処カラス・中年男性客 - 高原靖典 珈琲処カラス・老人男性客 - 沢田靖一 珈琲処カラス・タクシー運転手 - 田中靖浩 役名不明 - 藤生眞有、天田将行、後藤崇之、山中裕史、加納啓太、玉越佳弘、青木勇人、小川真桜、永田竜司、しなこ、杉浦亮介、山口湊 台湾ラーメン光陽・女将 - 坂井真紀 【柴又編】 亀家本舗・店員 - 氏家恵 ゑびす家・夫婦客 - 西本竜樹・松元夢子 ゑびす家・女将 - 夏川加奈子 ゑびす家・女性店員 - 林摩耶 夢の鰻屋・女将 - 中谷昌代 植草さん - 植草朋樹(テレビ東京アナウンサー) 久住さん - 久住昌之 前田 - 伊東四朗 | 田口佳宏 | 溝口憲司 井川尊史 |

#### Season8
| 各話     | 放送日   | サブタイトル | ラテ欄                                                                                         | ゲスト | 脚本     | 監督              |
| -------- | -------- | --- | ---------------------------------------------------------------------------------------------- | --- | -------- | ----------------- |
| 第一話   | 10月5日  | 神奈川県 横浜中華街の 中華釜飯と海老雲呑麺 →【南粤美食（ナンエツビショク）】                                                                                              | 横浜中華街お宝メシ! うま味濃縮! アツアツ広東釜飯&ぷりっぷりエビ雲呑麺&パリパリアヒル揚げ!      | ワン - 八嶋智人 常連客 - 佐々木主浩 姜源 - フィガロ・ツェン 役名不明 - 山中志歩、坂口瑛美、杉田菜摘、竹田茂生、名越佳代、劉容辰 お母さん - 榊原郁恵 | 田口佳宏 | 北畑龍一          |
| 第二話   | 10月12日 | 東京都杉並区高井戸の タンステーキとミートパトラ →【イート(EAT)】(閉店) | 高井戸の洋食! ライスすすむガーリック醤油の肉厚タンステーキ! 謎の“ミートパトラ”ピリ辛料理!?     | 沢村まどか - 上白石萌音 カップル客・女 - 朝木ちひろ 家族客・男の子弟 - 猪股怜生 役名不明 - レン杉山、高木健、山岸拓也、宮崎由佳、加藤瑛斗、保坂真隆、小玉俊江、髙木朋広 お母さん - 中尾ミエ | 田口佳宏 | 北畑龍一          |
| 第三話   | 10月19日 | 東京都中央区日比谷 銀座のBarのロールキャベツ定食 →【四馬路（スマロ）】 | 銀座裏通り秘密基地! 肉汁したたる母の味… 甘いロールキャベツ!? ゴマ香る紅白なます&南瓜の味噌汁   | 武者小路朱雀 - 岸谷五朗 カウンター客 - 吉岡仁美 役名不明 - 穂南彩音、神谷有樹彦、竹林佑介、賀家勇人、水畑智晴、小川千尋、林諒一 お母さん - 室井滋 | 田口佳宏 | 北畑龍一          |
| 第四話   | 10月26日 | 埼玉県新座市の肉汁うどんと 西東京市 ひばりが丘のカステラパンケーキ →【うどんや 藤】、【コンマ コーヒー(COMMA COFFEE)】                                                    | ジューシー甘い豚バラ 喉ごし最高肉汁うどん 新感覚あげ玉おにぎり&バター香るカステラパンケーキ!   | うどんや藤・お母さん - 池谷のぶえ コンマコーヒー・店長 - 奥山佳恵 石井 - 安東弘樹 木村 - ボブ鈴木 竹田 - 粕谷吉洋 役名不明 - 増田和也、伊勢村圭太、宮崎洋子、林奈々葉、宮本京佳、村上奈々、日比野芽奈、齋藤有紗、吉原悠莉、福島永大 | 児玉頼子 | 井川尊史          |
| 第五話   | 11月2日  | 群馬県藤岡市の 一人ロースター焼肉 →【焼肉宝来軒】 | 群馬藤岡…コスパ最強霜降り牛! 甘辛ダレと相性バツグン豚カルビ&ロース! 至高の〆はキムチ焼肉丼     | 清水 - 大橋彰（アキラ100%） 店主 - 長谷川公彦 常連客 - 内藤トモヤ アルバイト店員 - 佐々木華奈 役名不明 - 南野秀次、成田二三男、神保俊昭、阿部元行、松戸一晃、玉井俊次 斎藤由美子 - MEGUMI | 田口佳宏 | 北尾賢人          |
| 第六話   | 11月9日  | 東京都台東区浅草の ローストポークのサラダとチムチュム →【タイレストラン イサーン】                                                                                        | 浅草でタイ料理!? 謎の熱帯鍋…チムチュム! 汗吹き出る本場の辛さ 豚丼に変身? パクチーポークサラダ  | 鳴海社長 - 青空球児 店主 - 村松利史 車夫 - 小澤廉 役名不明 - 松田守弘、森一実、松田幸治、ミュージック、天羽雄一、関根正幸、岩崎弘美、市丸美和子 | 児玉頼子 | 井川尊史          |
| 第七話   | 11月16日 | 神奈川県鎌倉市由比ガ浜の ドイツ風サバの燻製とスペアリブ →【シーキャッスル(SEA CASTLE)】（閉店）                                                                           | 鎌倉でドイツ家庭料理の名店発見! 食べたらクセに! ジューシーなサバ燻製!? 極厚骨なしスペアリブ!!  | 中村真治 - パパイヤ鈴木 役名不明 - 岩上隼也、セバスチャン克、鈴木とーる、今泉あまね ママ - かたせ梨乃 | 田口佳宏 | 北畑龍一          |
| 第八話   | 11月23日 | 鳥取県鳥取市の オーカクとホルモンそば →素ラーメン【鳥取市役所 食堂】（庁舎全面建替え）、【まつやホルモン店】                                                              | 鳥取のソウルフード!? 鉄板で踊る… ピリ辛のホルモンそば&白飯に合う最強肉…オーカク&スラーメン     | 吉川賢一 - 遠山俊也 常連客 - 田中章（プリンプリン） 女性客(1) - 藤井美音（Chelip） 役名不明 - 御舩孝義、髙木啓一、長谷川泰二、渡部導雄、影井颯人 娘 - 伊藤修子 お母さん - 渡辺えり 演壇の男性 - 平井伸治（鳥取県知事） 五郎の父親の声 - 松重豊（二役） | 田口佳宏 | 北畑龍一          |
| 第九話   | 11月30日 | 東京都千代田区 御茶ノ水の 南インドのカレー定食とガーリックチーズドーサ →【三燈舎】                                                                                        | 究極の南インド大発見 具沢山スパイスカレー 千種の味で食欲倍増! 魔法のソース? チーズ熱々クレープ | 下倉 - 近藤公園 店主 - 石橋けい 役名不明 - 米村秀人、濱野ゆき子、野崎詩乃、太田麻美、荒田貴光 | 児玉頼子 | 井川尊史          |
| 第十話   | 12月7日  | 東京都世田谷区 豪徳寺の ぶりの照焼き定食とクリームコロッケ →【旬菜魚 いなだ】                                                                                             | 冬が旬! 熟成タレ輝くふっくらブリ照焼き&ザ・クリームコロッケ 最後の〆は即興…海鮮とろろ丼        | マスター - 半海一晃 パート - 新井郁 役名不明 - 山元隆弘、柳澤有毅、吉井有子、加藤才紀子、井出大稀 内田良夫 - きたろう | 田口佳宏 | 北尾賢人          |
| 第十一話 | 12月14日 | 神奈川県川崎市 武蔵小杉の 一人ジンギスカン →【ジンギスカン どぅー】 | 武蔵小杉の穴場名店! 1人最強ジンギスカン 煙も美味! 網焼ネギ塩肩ロース&柔らかモモ(秘)燻製羊ハム  | 村井美咲 - 水野真紀 店員A - 石川ともみ 店員B - 直田姫奈 カップル客・女性 - 天音里菜 役名不明 - 飯泉博道、城戸健太、吉野克徳、西谷名央、長内和幸、谷郁夫 店主 - 髙田延彦 | 田口佳宏 | 北畑龍一          |
| 第十二話 | 12月21日 | 東京都台東区 三ノ輪の カツ丼と冷し麻婆麺 →【中華・洋食 やよい】 | 東京・三ノ輪の町中華 ふわとろ卵サクサク衣 霜降り豚の上カツ丼! &ピリ辛挽肉が絶品! 冷やし麻婆麺  | 広瀬省吾 - 浅利陽介 社長 - 春海四方 店主・大西功一郎 - 津村和幸 栗原匡史 - 原勇弥 役名不明 - 池田晃、池畑達也、酒井佑介、沼尻輝篤 久住さん - 久住昌之 | 田口佳宏 | 井川尊史          |
| 特別編   | 12月31日 | 福岡県福岡市のカワハギ活き造り定食と 韓国釜山市のナッコプセ（タコのピリ辛炒め） →焼肉定食・千葉県成田市【栗原軒】、カワハギ【活海酒】、屋台ラーメン・博多中州【純ちゃん】 | 2019大晦日スペシャル 緊急司令！成田～福岡～釜山 弾丸出張編！                                   | 【成田編】 栗原軒・娘 - 安藤サクラ 役名不明 - 清水春夫、すわいつ郎、竹林文雄、黒藤結軌、山川恭平 【福岡編】 高橋正則 - 宇梶剛士 役名不明 - 井上高志、久冨典子、鹿毛喜季、片山涼平、黒木ともみ、村田洋一、太田江莉奈、白山彩佳、大木聡士、月沢友理香 活海酒・大将 - 六平直政 【釜山編】 チャン - キム・ジュンヒ 役名不明 - ナ・ジョンギ、キム・ジョニク、キム・ジョンフィ、イ・ヨンギ、キム・ソンピル、チェ・ジュンシク、イ・ジュヒョン、ハン・ウニョン、パク・ヨヌク、チョン・スミン | 田口佳宏 | 井川尊史 北畑龍一 |

#### 特別編（2020年）
| 各話   | 放送日   | サブタイトル | ラテ欄 | ゲスト | 脚本     | 監督     |
| ------ | -------- | --- | --- | --- | -------- | -------- |
| 特別編 | 12月31日 | 東京都 虎ノ門の海老フライと 神奈川県 北山田のロースター焼き肉と 埼玉県 秩父のチャーハン餃子 →海老フライ【平五郎】、焼き肉【清月苑】、チャーハン餃子【餃子菜苑】、出前の年越し蕎麦・横須賀市【玉寿々】 | 大晦日に生で打ち上げ花火SP 洋食屋の蟹クリーム熱々コロッケ&感涙のオイスターチャウダー 秘伝塩ダレ極旨焼き肉 秘境中華の絶品餃子 | 森田康介 - 大倉孝二 平五郎・女将 - 渡辺真起子 餃子菜苑・女将 - 池津祥子 森田・妻 - 中島亜梨沙 森田由美 - 長尾真実 森田武 - 城後光義 清月苑・バイト - 秋月三佳 清月苑常連客・夫 - 松林慎司 清月苑常連客・妻 - 増岡裕子 楊・中国人店員 - 飯田隆裕 岡田 - 浜田洋平 平五郎・常連客 - 安部賢一 花火工場職員 - 木原勝利 餃子菜苑・大女将 - 山本道子 役名不明 - くれみわ、高橋みち、鈴田博健、内山智葉、柿沼慶典、笠田康平、秋吉孝勇、三浦修、カトウクリス 久住さん - 久住昌之 清月苑・店長 - 津田寛治 丸山仁志 - 高橋克実 | 田口佳宏 | 井川尊史 |

#### Season9
| 各話     | 放送日   | サブタイトル | ラテ欄                                                                                                 | ゲスト | 脚本     | 監督                       |
| -------- | -------- | --- | --- | --- | -------- | -------------------------- |
| 第一話   | 7月10日  | 神奈川県川崎市宮前平の ひれかつ御膳と魚介クリームコロッケ →【とんかつ しお田】 | 揚げたて最高! サクッと柔らか熱々ヒレカツ 洋食ルーツのクリコロ                                          | 男性一人客 - 神奈月 お母さん - 南風佳子 柴田由美 - 木下愛華 大学生・安田 - 田中亨 役名不明 - 本田摂、山崎日菜、志賀宏郎、大澤実環、川島拓矢、佐藤渉、若尾颯太 商談相手・村井美咲 - りょう | 田口佳宏 | 佐々木豪                   |
| 第二話   | 7月17日  | 神奈川県中郡二宮の 金目鯛の煮付けと五郎オリジナルパフェ →オリジナルパフェ【軽食喫茶『山小屋』】、→金目鯛の煮付け【魚処にしけん】(閉店) | 秘伝の甘辛タレで身はふっくら…皮はトロリ 金目の煮付けと刺身でご飯が止まらない!!                         | 南将太 - 松尾諭 南・妻 - 真田麻垂美 女将 - 兎本有紀 山小屋・ママ - 川島美衣 愛の母 - アサヌマ理紗 愛 - 雨谷日菜乃 客の老夫婦・夫 - 春延朋也 客の老夫婦・妻 - 香川のの 常連客 - 火野蜂三 大将 - 小堺一機 | 田口佳宏 | 井川尊史                   |
| 第三話   | 7月24日  | 東京都港区東麻布の ムサカとドルマーデス →【ギリシャ料理 taverna ミリュウ（milieu）】 | 東麻布でギリシャ料理 肉と米の旨味ぎっしり 葡萄の葉包み&チーズたっぷり熱々ムサカ!?                      | 外国人客 - ラモス瑠偉 店員 - 高山璃子 女性人客（1） - 愛理 女性人客（2） - 平野舞 役名不明 - 鈴木隆、麻生ちひろ、安田敦、松林慶知、田中理恵、木村日鞠 大使館職員 - 原沙知絵 | 児玉頼子 | 北畑龍一                   |
| 第四話   | 7月31日  | 東京都府中市新町の 鰻の蒲焼チャーハンとカキとニラの辛し炒め →【しんせらてぃ（Sincerity）】 | 本格中華と和食が合体 鰻の蒲焼チャーハン! カキとニラの辛し炒め                                          | 女性店員 - 磯山さやか 家族客・父 - 福地信之 家族客・母 - 大山きか 家族客・姉 - 今野后梨 家族客・弟 - 今野斗葵 役名不明 - 詩歩、瑞野史人、桑原孝明 田中聖子（声のみ） - 倉野麻里（テレビ東京アナウンサー） 小谷武雄 - 尾美としのり | 田口佳宏 | 北尾賢人                   |
| 第五話   | 8月7日   | 静岡県伊東市宇佐美の 牛焼きしゃぶと豚焼きしゃぶ →【焼肉ふじ】 | ひとり焼肉フェス開幕 牛と豚の焼きしゃぶ!? タレが旨い絶品ミスジ 〆は熱々石焼ビビンバ                    | 横山綾香 - 野波麻帆 ふじ・女将 - 山本郁子 近所のおばさん - 岩﨑恵美子 ふじ・客(1) - 野中稔真 ふじ・客(2) - 三木恵介 ふじ・客(3) - 日吉直樹 ふじ・大将 - 綾田俊樹 | 田口佳宏 | 井川尊史                   |
| 第六話   | 8月14日  | 東京都豊島区南長崎の 肉とナスの醤油炒め定食と鳥唐揚げ →【さがら】 | 肉とナスの醤油炒め!! から揚げにマヨネーズ ご飯進む最強おかず!                                          | 森本 - 日向丈 おばさん - 田中美登里 役名不明 - 佐藤允徳、末武憲吾、白仁裕介、山口翔、田中ルミ、保坂尚樹、草野愛怜、伊藤朝美 芸人客 - 田島直弥（アイデンティティ） 芸人客 - 見浦彰彦（アイデンティティ） 息子 - 水橋研二 | 田口佳宏 | 北尾賢人                   |
| 第七話   | 8月21日  | 東京都葛飾区新小岩の 貴州家庭式回鍋肉と納豆火鍋 →【貴州火鍋】 | 辛さ中国トップクラス 新小岩で貴州の味 干し肉と納豆の火鍋! 唐辛子七変化の回鍋肉                         | 武田 - 佐野岳 役名不明 - ウツクトオイ、江暁莉、揚丰帆、邬昀洋、林奥恒、许馨蕾、高儒静 | 田口佳宏 | 北尾賢人                   |
| 第八話   | 8月28日  | 群馬県高崎市の おむすびと鮎の塩焼き →【オリタ焼きまんじゅう】、【えんむすび】 | 具材40種おにぎり! 鮭&イカ明太&葱味噌 ニンニク香るエビ炒め 夏の風物詩アユ塩焼き                         | 白川 - 磯野貴理子 女性客（1） - 渡辺江里子（阿佐ヶ谷姉妹） 女性客（2） - 木村美穂（阿佐ヶ谷姉妹) 藤山 - 田中俊介 オリタ店主 - 津山登志子 オリタおばさん客 - 小林典子 大将 - 三宅裕司 | 田口佳宏 | 北尾賢人                   |
| 第九話   | 9月4日   | 福島県郡山市舞木町 ドライブインの焼肉定食 →【舞木ドライブイン】 | 田舎道ドライブインの絶品! 豚バラ焼肉定食 野菜たっぷり味噌汁!                                           | 木村誠二 - 渡辺大知 女将 - 三浦純子 客 - 梶原禎浩、渡辺薫、大塚久、ワッキー貝山、大森昇、佐藤健介、佐藤茂紀 | 田口佳宏 | 北畑龍一                   |
| 第十話   | 9月11日  | 栃木県宇都宮市の もつ煮込みとハムカツ →【庄助】 | 宇都宮憩いの赤提灯! 女将の手作り絶品餃子 ぷりぷりモツ煮込み&納豆チーズ油揚げ包!                        | 小坂里美 - 若月佑美 結婚式場の案内係 - 中里芙紫衣 常連客 - 横山真史 ノブオ - 益子卓郎（U字工事） 山崎 - 福田薫（U字工事） 店のおばさん - かとうずんこ ママ - 銀粉蝶 | 田口佳宏 | 北畑龍一                   |
| 第十一話 | 9月18日  | 東京都豊島区 巣鴨の チャンサンマハと羊肉ジャージャー麺 →【シリンゴル】 | お年寄りの聖地・巣鴨 驚きのモンゴル料理! 豚トロトロ骨つき羊肉 甘味噌ジャージャー麺                     | 野川 - 山中崇史 あやめ - 川上凛子 店主 - 河野マサユキ 役名不明 - 山田大地、古谷朋弘、池田光輝、原唯優子 | 児玉頼子 | 佐々木豪                   |
| 第十二話 | 9月25日  | 神奈川県 伊勢佐木長者町の チーズハンバーグと牛ヒレの生姜焼き →【トルーヴィル】 | 横浜・老舗の洋食屋! うぉん! 食べ応え満点 牛ヒレ生姜焼き&最強チーズハンバーグ!                          | 伊藤良介 - 飯尾和樹（ずん） 伊藤寛子 - 大浦理美恵 役名不明 - 芦田千織、土井啓司、上野達也、吉川裕子、井上雅夫、神津みち子 お母さん - 市毛良枝 | 田口佳宏 | 北尾賢人                   |
| 特別編   | 12月31日 | 2021大晦日スペシャル〜激走！絶景絶品・年忘れロードムービー〜 →カニ・京都府舞鶴市【道の駅舞鶴港とれとれセンター】、猪料理・兵庫県丹波篠山市【奥栄】、鶏焼肉・三重県松阪市【前島食堂】、伊勢うどん・伊勢市【ちとせ】、うなぎ・静岡県浜松市【お食事処 松の家】、焼き芋・静岡県富士宮市【いも工房 かくたに】、焼肉ラーメン・東京都墨田区吾妻橋【下総屋】 | 新鮮贅沢カニ刺し身 寒さ吹っ飛ぶぼたん鍋 新たな名物! 鶏焼き肉 レトロな相棒と目指せ東京 (秘)ゲスト登場!? | 蓑田康雄 - 小籔千豊 春日裕二 - 中尾明慶 奥英・女将 - 梅沢昌代 整備士 - 寺坂頼我 竹内 - 平原テツ 奥英・娘 - 園木愛 前島食堂・店員 - 阿部瑞歩 下総屋・女将 - にしだまちこ 役名不明 - 田中栄吾、石神まゆみ、オータアツシ、堀田和則、竹田佳峰、井上浩世 久住さん - 久住昌之 ちとせ・女将 - 石野真子 松の家・女将 - 山本未來 下総屋・客(1) - 山口隆（サンボマスター） 下総屋・客(2) - 近藤洋一（サンボマスター） 下総屋・客(3) - 木内泰史（サンボマスター） | 田口佳宏 | 井川尊史 北畑龍一 佐々木豪 |

#### 配信オリジナル（2022年）
| 配信日  | サブタイトル                                      | ゲスト | 脚本     | 監督     |
| ------- | ------------------------------------------------- | --- | -------- | -------- |
| 3月31日 | 相席編→中野区本町【ミッキー飯店】                 | ミッキー飯店・大将 - 賀屋壮也（かが屋） バイト - 加賀翔（かが屋） おばさん客 - 竹内都子 マッサージ師 - 名越志保 | 田口佳宏 | 北畑龍一 |
| 3月31日 | 新人店員編→中野区本町【ミッキー飯店】             | ミッキー飯店・大将 - 賀屋壮也（かが屋） バイト - 加賀翔（かが屋）                                               | 田口佳宏 | 北畑龍一 |
| 3月31日 | 賄い編→渋谷区猿楽町【末ぜん】                     | バイト店員 - 北香那 末ぜん・大将 - 伊藤洋三郎 バイト店員 - 高尾悠希                                             | 児玉頼子 | 佐々木豪 |
| 3月31日 | 食の流儀編→渋谷区大山町【社食堂】                 | 坂元 - 木村了 町田 - 竹田光稀 社食堂・店員 - 紀那きりこ パン屋店主 杉山 - 林田麻里                              | 児玉頼子 | 北畑龍一 |
| 3月31日 | テイクアウト編→台東区西浅草【かっぱ焼きそば喜八】 | 女性 - 江上敬子（ニッチェ） 金田 - キャッチャー中澤 バイト店員 - 宮下かな子 大西 - 広田みのる                   | 田口佳宏 | 中山大暉 |
| 3月31日 | デリバリー編→江東区亀戸【木じま】                 | 滝山 - 村田雄浩 新聞勧誘員 - 浅見紘至 配達員 - 齊藤紫乃                                                         | 田口佳宏 | 佐々木豪 |

#### Season10
| 各話     | 放送日   | サブタイトル | ラテ欄                                                                       | ゲスト | 脚本     | 監督              |
| -------- | -------- | --- | ---------------------------------------------------------------------------- | --- | -------- | ----------------- |
| 第一話   | 10月8日  | 神奈川県相模原市橋本の 牛肉のスタミナ炒めとネギ玉 → 【よしの食堂】 | 老舗食堂牛スタミナ飯 優しい薄味…ネギたま                                     | 高原良樹 - 田渕章裕（インディアンス） ガテン客 - 脇知弘 会社員客A客 - 亀谷透 会社員客B客 - 石井健斗 バイト - 日高七海 役名不明 - 乃咲薫、湯本智恵美、朝羽義彦、清水修平、米田謙、水書茉由、都築一隆 「よしの食堂」女将 - 石田ひかり | 田口佳宏 | 井川尊史          |
| 第二話   | 10月15日 | 東京都港区白金台の ルンダンとナシゴレン → 【CABE 目黒店】 | 白金台でインドネシア 南国焼き飯ナシゴレン 世界一! 牛肉ルンダン               | 細田 - 山崎まさよし ママ店員 - 片桐はいり 日本人先輩客 - 関口アナン 日本人後輩客 - 福松凛 レストラン客 - 寺村恵理加、行徳麗奈 | 児玉頼子 | 北畑龍一          |
| 第三話   | 10月22日 | 神奈川県横浜市桜木町の 真鯛のソテーオーロラソースと まぐろのユッケどんぶり → 【キッチンカフェばる】 | 駅徒歩1分パワフル飯 新鮮まぐろのユッケ丼 鯛のオーロラソース!                 | 鮫島京子 - 星野真里 矢沢友江 - 宍戸美和公 役名不明 - 山本圭祐、柳谷一成、倉貫匡弘、犬塚俊輔、小松勇司、杵渕京介 姉さん - 真矢ミキ | 田口佳宏 | 井川尊史          |
| 第四話   | 10月28日 | 東京都練馬区大泉学園の サザエときのこのプロヴェンス風と 牛タンシチューのオムライス → 【ビストロKUROKAWA】 | 住宅街の隠れビストロ 肉厚牛たんオムライス                                    | 原田洋一 - えなりかずき 役名不明 - 広瀬満、坪井照夫、濱岡小百合、長谷川夏海、小野寺美琴、林咲寧、久場政隆、今井翔太、吉田佐和子、廣瀬司、野々垣孝雄、三浦有一郎、緒方あや子 奥さん - 相田翔子 | 田口佳宏 | 佐々木豪          |
| 第五話   | 11月5日  | 千葉県柏市鷲野谷の ネギレバ炒と鶏皮餃子 → 【いづみ亭】 | ご飯の最強タッグ ねぎと濃いタレ新鮮レバー                                    | 吉川将吾 - 中田圭祐 吉川の祖母 - 加藤美智子 竹内（声のみ） - 平原テツ 役名不明 - 安藤広郎、春木生、青山隼、一條恭輔、稲田崇光 「いづみ亭」女将 - 峯村リエ | 田口佳宏 | 中山大暉          |
| 第六話   | 11月12日 | 岐阜県下呂市の とんちゃんとけいちゃん → 【大衆食堂 大安】 | 岐阜・下呂温泉出張! 豚ちゃん&鶏ちゃん!                                       | 家族客・父 - 所英男 女将 - 西入美咲 役名不明 - 大仲惺、結月、堀田麻由香、今岡稔裕 佐野（旧姓：岡田）明美 - 松下由樹 | 田口佳宏 | 北畑龍一          |
| 第七話   | 11月19日 | 東京都渋谷区笹塚の ふうちゃんぷるとトマトカレーつけそば → 【山横沢】 | 蕎麦屋なのに沖縄飯!? 旨いトマトカレー蕎麦                                    | 石井隆史 - 飯塚悟志（東京03） 常連客 - 加賀谷圭 カップル客・男 - 長谷川ティティ カップル客 - 鈴木まゆ 役名不明 - はるのぶ（おしどり大名）、宮渕浩二、大井麻未 店主 - おかやまはじめ | 児玉頼子 | 井川尊史          |
| 第八話   | 11月26日 | 富山県富山市の かに面おでんと海鮮とろろ丼 → 【居酒屋舞子】 | 富山おでんに新鮮魚介 旨さ閉じ込めカニ面!                                     | 大槻萌 - 渡邉美穂 女将 - 上地春奈 夫婦客 - 内浦純一 役名不明 - 若松一夫、湊信次、尾島実和 | 田口佳宏 | 北畑龍一          |
| 第九話   | 12月3日  | 東京都荒川区日暮里の 酢豚とチャムチャ麺 → 【韓国料理 世味】 | 日暮里で欲張り韓国飯 チャンギン&ジャジャ                                     | 増田 - 入山法子 役名不明 - 吉松磨黎、村井美和、酒井比那、櫛野愛里、中村和之、黒木俊穂、川崎修司 店主 - 甲本雅裕 | 児玉頼子 | 井川尊史          |
| 第十話   | 12月10日 | 神奈川県川崎市中原区の 豚肉腸粉と雲吞麺 → 【粥菜坊】 | 川崎中原区の広東料理 すごい歯応え! 雲吞麺                                    | 幸代ママ - 馬場園梓（アジアン） 男性一人客 - 森田成一 女性三人客 - 嘉山未紗 女性三人客 - 円谷優希 女性三人客 - おくつようこ 主人 - 篠井英介 | 田口佳宏 | 佐々木豪          |
| 第十一話 | 12月17日 | 千葉県旭市の 塩ワサビの豚ロースソテー → 【レストランバイキング】 | 千葉旭市の地産豚めし 極厚ワサビ塩豚ソテー                                    | 中田咲子 - 祷キララ 役名不明 - 古川がん、矢田政伸、羊華、中村作和子 マスター - 諏訪太朗 | 田口佳宏 | 中山大暉          |
| 第十二話 | 12月24日 | 東京都千代田区麹町の イタリア食堂のミートローフ → 【ラ・タベルナ】 | 麹町の大衆イタリアン オフィス街ランチ競争 ぎっしりミートローフ               | ママ - 前田美波里 永井健太 - 黒田大輔 女子社員 - 大中莉雪 久住さん - 久住昌之 娘 - 中澤梓佐 杉山部長 - 林田一高 若い男性客 - 小倉史也 OL客(1) - 照屋景 OL客(2) - 橘花倫代 役名不明 - 市川圭介、橋村勇輝、野田直子、大屋覚、吉田正臣、豊永浩也、内山琴琳、下村風香、小関悠太 小林洋 - 岩松了 | 田口佳宏 | 北畑龍一          |
| 特別篇   | 12月31日 | 2022大晦日スペシャル 年忘れ、食の格闘技。カニの使いはあらたいへん。 →カレーもやしラーメン・北海道苫小牧市【苫小牧ラーメン味の五十番】、ジェラート・北海道千歳市【花茶】、ジンギスカン・北海道札幌市【肉の浅鞍】、寿司・石狩鍋・北海道石狩市【鮨爽醇鳥ひだか】、おにぎり・鶏麺・北海道小樽市【おでんお食事処はつ花】 | 熱々! 本場で石狩鍋 牛トロ丼&隠れ網焼き塩ジンギスカン&鶏麺 カレー味噌ラーメン | 小林真奈 - 北乃きい 真也 - 葉山奨之 鮨爽醇鳥ひだか・大将 - 松村邦洋 酒屋 - 徳井健太（平成ノブシコブシ） 味の五十番・女将 - 西田薫 はつ花・女将 - 磯貝圭子 鮨爽醇鳥ひだか・女将 - 澤里有紀子 歩美 - 坂口紅羽 若い女の子（1） - 田川麗捺 若い女の子（2） - 青木瑠奈 漁師（1） - 明逸人 漁師（2） - 黒沢光春 漁師母 - 大橋千絵 バイカー - 山本順平 若い衆（1） - 橋村勇輝 役名不明 - 山下申大、相澤宏幸、鈴木梨佳、高橋響、林正人、南部はづき、としき（スクランブル）、だいき（スクランブル）、稲垣碧、水島由紀、山本貴之（すずらん）、シゲ（すずらん）、束田（コロケネン）、宝保あゆみ、宝保夏音、小林多鶴子、渡辺和仁、立石努、大石敏巳、13Rock 肉の浅鞍・大将 - 宅麻伸 小林洋 - 岩松了 | 田口佳宏 | 井川尊史 北畑龍一 |

#### 配信オリジナル2（2023年）
| 配信日  | サブタイトル                                              | ゲスト | 脚本     | 監督     |
| ------- | --------------------------------------------------------- | --- | -------- | -------- |
| 3月27日 | 居酒屋×ハナコ→新宿区高田馬場【もつ焼き ばん】             | 大将 - 岡部大（ハナコ） バイト - 秋山寛貴（ハナコ） 男性一人客 - 菊田竜大（ハナコ） 客 - 花柳のぞみ、キクチシンイチ | 田口佳宏 | 北畑龍一 |
| 3月27日 | 居酒屋×ザ・マミィ→新宿区高田馬場【もつ焼き ばん】         | 大将 - 酒井貴士（ザ・マミィ） バイト・林田 - 林田洋平（ザ・マミィ） バイト・あや - 駒井蓮                           | 田口佳宏 | 北畑龍一 |
| 3月27日 | 定食屋×街裏ぴんく&ほしのディスコ→豊島区巣鴨【ゆたか食堂】 | 大将 - 街裏ぴんく バイト - ほしのディスコ（パーパー）                                                               | 田口佳宏 | 北畑龍一 |
| 3月27日 | 定食屋×スパイシーガーリック→豊島区巣鴨【ゆたか食堂】      | 二人客 - スパイシーガーリック 女将 - 前田美香 客 - 和田亮太、中藤奨、鈴木士、堀桃子                                 | 田口佳宏 | 北畑龍一 |
| 3月27日 | 町中華×東京ホテイソン→新宿区神楽坂【龍朋】                | 若手芸人 - 東京ホテイソン 女将 - 今藤洋子                                                                           | 田口佳宏 | 北畑龍一 |
| 3月27日 | 町中華×かが屋→新宿区神楽坂【龍朋】                        | 大将 - 賀屋壮也（かが屋） バイト - 加賀翔（かが屋）                                                                 | 田口佳宏 | 北畑龍一 |

#### 特別編（2023年）
| 各話   | 放送日   | サブタイトル | ラテ欄                                         | ゲスト | 脚本     | 監督                 |
| ------ | -------- | --- | ---------------------------------------------- | --- | -------- | -------------------- |
| 特別編 | 12月31日 | 井之頭五郎、南へ逃避行『探さないでください。』 カツカレー【テレ東の社員食堂】 ちまぐー定食・ふうちゃんぷる【郷土料理店『ちまぐー』】 ホットコーヒー・黒糖ミルクぜんざい【金城パーラー】 タコス(チリソース付き)・ステーキ(200g)セット【タコスレストラン『マイハウス』】 酸菜白肉火鍋(豚肉・牛肉・ラム肉)【鍋料理店『長白小館』】 米粉湯(小)・乾拌麺(小)【夜市】 | 井之頭五郎、南へ逃避行『探さないでください。』 | 玉城玲奈 - 国仲涼子 永野翔太 - 豊本明長(東京03) ちまぐー・静江 - 吉田妙子 マイハウス・ママ - 崎山一葉 マイハウス・常連客 - キヨサク(MONGOL800) 島袋・母 - 瀬名波孝子 島袋春香 - 大城なつえ 知名仁美 - 島袋明希子 長白小館・女将 - 葉蕙芝 てーげーず ネーネーズ - 上原渚、小濱凜、与那覇琉音、狩俣幸奈 エイサー演舞 - 読谷村楚辺青年会 骨つき肉家族 - ジョーダンファミリー 依頼人 - 岩田臣充 役名不明 - 大河原紗礼、町田達彦、関本巧文、ジェシカ、光徳瞬、久高友昭、武藤徹太郎(もんぶらん)、ジャッカル山田(もんぶらん)、具志堅興治、仲田青流、美音、西石垣誠、内間慎人、佐藤さくら、内間ほのか、内間大惺 開運！なんでも鑑定団 - 福澤朗、中島誠之助、北原照久、安河内眞美、山村浩一、片渕茜(テレビ東京アナウンサー) 島袋三郎 - 川平慈英 | 田口佳宏 | 北畑龍一 ・ 井川尊史 |

#### 特別編『それぞれの孤独のグルメ』（2024年）
| 各話   | 放送日   | サブタイトル                                                                    | ラテ欄                                                   | ゲスト | 脚本     | 監督     |
| ------ | -------- | ------------------------------------------------------------------------------- | -------------------------------------------------------- | --- | -------- | -------- |
| 第1話  | 10月5日  | 東京都荒川区 町屋の 海老チャーハンと海鮮春巻→ 【中華飯店 一番】                 | 町中華ゴロリ 海老ぷりチャーハン! 口に幸せ!海鮮春巻き     | 中華飯店一番・大将 - 太田光（爆笑問題） 女将 - 森谷ふみ 八百屋・大将 - 平尾仁 役名不明 - 遠山幹斗、山田幸彦、東原典子、関根雄人、本並遥香 | 田口佳宏 | 北畑龍一 |
| 第2話  | 10月12日 | 東京都足立区 谷在家の セルフ食堂の朝ご飯→ 【みたけ食堂】                        | 品数無限朝定食 熱々!肉豆腐にモツ煮旨! 肉じゃがコロッケ   | 毛利真一郎 - マキタスポーツ みたけ食堂・大将 - 中本賢 田中雅也 - 赤ペン瀧川 小宮山武 - 大場泰正 山口桃子 - 中川ありさ 役名不明 - 西野大作、中道美穂子、もっぱらくん（ルミ子）、倉田晴信、佐藤俊雄 看護師A - 宮川とみえ 看護師B - 高梨ゆめり 中田和也 - 前原瑞樹 松井沙織 - 優希美青 | 田口佳宏 | 井川尊史 |
| 第3話  | 10月19日 | 東京都千代田区 神保町の 上タン塩とゲタカルビ→ 【京城園】                        | ランチで焼き肉 胡麻たっぷり上タン塩                      | 高垣晴美 - 板谷由夏 毛利真一郎 - マキタスポーツ 中田和也 - 前原瑞樹 松井沙織 - 優希美青 京城園・女将 - 増子倭文江 牧原直人 - 鬼塚俊秀 看護師A - 宮川とみえ 看護師B - 高梨ゆめり 役名不明 - 喜多陽亮、高野純一、赤木日向実、仲田稀咲、小原孝幸、西隼人、七海瑛 杉山邦博（声） 舞の海秀平（声）                                                                                                 | 田口佳宏 | 北畑龍一 |
| 第4話  | 10月26日 | 埼玉県 川口市の目玉焼きハンバーグと雲丹クリームコロッケ→ 【キッチンオニオン】   | わんぱくランチ 店主こだわりソースのハンバーグと雲丹コロ  | 木村正基 - ユースケ・サンタマリア 杉山邦博 舞の海秀平 湊親方 - 湊孝行 湊部屋の力士 - 名島和希、誠道貴啓、夏野登岩大門、鷹翔光司、諒兎馬龍、福生龍龍二、艶郷剛志、昴輝拓実 行司A - 河屋秀俊 行司B - 高瀬アラタ 床椿 - 笠井悠聖 キッチンオニオン・女将 - Ｑ本かよ 東の力士 - 朝弁慶大吉 西の力士 - 樹龍 役名不明 - 中山博道、古川希、針生良平、三木朋子、鈴木健三 マグ万平 - マグ万平（本人役） | 田口佳宏 | 北畑龍一 |
| 第5話  | 11月2日  | 東京都台東区 東上野のサウナ飯→ 【サウナセンター稲荷町】                         | 疲れも吹き飛ぶ王道!豚しょうが焼き 後引く旨さ燻製カレー   | 進藤由香里 - 玉井詩織（ももいろクローバーZ） マグ万平 - マグ万平（本人役） 調理人・ヒロ - 的場司 老人男性客 - 五頭岳夫 役名不明 - 野澤ひまり、鯉沼トキ、市川兵衛、大木良介 朝倉健太 - 斎藤汰鷹 | 田口佳宏 | 中山大暉 |
| 第6話  | 11月9日  | 神奈川県 平塚市の豚バラ大根とシイラのフライ→ 【平塚バプテスト教会こひつじ食堂】 | 腹も心も温まる豚バラ大根! タルタル手作りシイラフライ!    | 村山幸三 - 平田満 朝倉健太 - 斎藤汰鷹 篠崎智子 - 櫻井淳子 里村祐介 - 鈴木達也 横山貴子 - 松熊つる松 配達員 - 加瀬信行 役名不明 - 児玉頼信、鈴木かつき、平滑真理子、善利晴子、本間加代子 今野紗耶 - 坂ノ上茜 | 田口佳宏 | 井川尊史 |
| 第7話  | 11月16日 | 島根県 出雲市の餃子とライス→ 【餃子屋】                                         | 出雲で地元飯! 赤提灯に誘われて絶品餃子にご飯がすすむ!    | 川端明日香 - 比嘉愛未 野村志保 - 柳ゆり菜 今野紗耶 - 坂ノ上茜 岡光希 - 沖なつ芽 餃子屋・大将 - 石垣恵三郎 餃子屋・女将 - はやしだみき フライトオペレーション部スタッフ - 谷麻帆 女性一人客 - 阪本菜月 | 田口佳宏 | 北尾賢人 |
| 第8話  | 11月23日 | 東京都府中市 白糸台のわらじとんかつ→ 【とんかつ割烹 やすいみ〜と】              | 真剣勝負メシ! わらじサイズの超特大やわらかトンカツ定食   | 藤村智也 - 福山翔大 後藤竜次 - 渋川清彦 観客 - トレンディエンジェル（斎藤司・たかし） 篠塚敏也 - 佐野泰臣 入江省吾 - 永嶋柊吾 竹田 - 小多田直樹 実況 - 植草朋樹（テレビ東京アナウンサー） バイト - 二瓶有加 役名不明 - 大西史也、奥澤康生 テツ - 工藤俊作（声） | 田口佳宏 | 中山大暉 |
| 第9話  | 11月30日 | 千葉県香取市 ドライブインの豚肉キムチ卵炒め定食→ 【与倉ドライブイン】           | 目印は三角屋根 卵纏った優しい豚キムはふはふトロリ広東麺  | 前島瑞希 - 黒木華 テツ - 工藤俊作 山川 - 両角周 与倉ドライブイン・女将 - 杉山薫 役名不明 - 三好孝之、もりたかお、園山敬介、押田真吾、佐々木雄二、大西伸治、矢部芳子、小川宏美 | 田口佳宏 | 井川尊史 |
| 第10話 | 12月7日  | 東京都中野区 新井の南インドランチ→ 【南印度ダイニング】                         | チキンとキーマ肉Wカレーで大大正解 身も心もスパイス一色   | 小山祐太 - 結木滉星 小山祐一 - 肥後克広（ダチョウ倶楽部） 中村智彦 - 藤本悠輔 中村直美 - 吉田優華 橋本和博 - 松原冬真 花屋 - 鈴川琴音 | 田口佳宏 | 北尾賢人 |
| 第11話 | 12月14日 | 東京都武蔵野市 吉祥寺のチキンてりやきと惣菜盛り合わせ定食→ 【きっちん大浪】     | 一皿に真心一杯 厚切りチキン照り焼き 甘辛！カレイの煮つけ | 西崎栞 - 平祐奈 吉沢俊介 - 池田成志 江口寿史 - 江口寿史（本人役） The Screen Tones - 久住昌之、フクムラサトシ、河野文彦、Shake、栗木健（本人役） きっちん大浪・大将 - 今井朋彦 役名不明 - 山下徳久、奥田努、外山誠二、大嶽典子 金村直樹 - 飯原僚也（ダウ90000） 森下健一 - 上原佑太（ダウ90000）                                                                                              | 田口佳宏 | 北畑龍一 |
| 第12話 | 12月21日 | 神奈川県横浜市 関内の大トロ頭肉と鶏の水炊き→ 【鳥獣菜魚 あい川】                | 港街横浜めし 熱々で冷たい芋バター 鍋締めは濃厚スープ麵   | 中町洋介 - 川原和久 金村直樹 - 飯原僚也（ダウ90000） 森下健一 - 上原佑太（ダウ90000） 機関長 - 井上康 井上優香 - あいだあい 井上翔太 - 堂宮鼓太郎 あい川・女将 - 藤本静 役名不明 - 小西貴大、岐部公好 | 田口佳宏 | 井川尊史 |

#### 特別編（2024年）
| 各話   | 放送日   | サブタイトル | ラテ欄                  | ゲスト | 脚本     | 監督                       |
| ------ | -------- | --- | ----------------------- | --- | -------- | -------------------------- |
| 特別編 | 12月31日 | 孤独のグルメ 2024大晦日スペシャル 太平洋から日本海 五郎、北へ あの人たちの所まで。 →モッツァレラチーズとアンチョビのピッツァ・フェッチチーネ キャベツとアンチョビ ベーコンのクリームソース（ハーフ）・紋甲イカのイカ墨ソース（ハーフ）【ピッコロレガーロ】 野菜盛り・生ラム・カシラ・ホルモン・漬け物（飯田かぶ菜・たくあん）・豚バラ【焼肉 吉美】 ちゃんこ鍋・かきバター焼き・かき天ぷら・〆の雑炊（漬物付き）【ちゃんこ鍋 一品料理 力】 | 五郎、北へ年末食べ納め! | 梶原俊幸 - 光石研 ピッコロレガーロ・ママ - 雛形あきこ 鈴木直巳 - 塚本晋也 ピッコロレガーロ・常連客 - 塚田美津代 焼肉 吉美・常連客 - 河西健司 トキワ劇場館長 - 山田太一 片山結衣 - 磯村アメリ 吉田翔悟 - 渡辺佑太朗 チラシおばあさん - 藤夏子 マルシェおじいさん - 山野史人 穴水町長 - 吉村光輝（本人） 役名不明 - 茶依、佐々木淳也、板野優空、若狭葵斗、石山康英、城坂佑紀、中島一成、山岸亜紀、永尾弥恵、小川絢愛 福永いずみ - 鈴木砂羽 焼肉 吉美・女将 - 田中美佐子 岩田誠二 - 泉谷しげる | 田口佳宏 | 北畑龍一 井川尊史 北尾賢人 |

## スタッフ
- 演出補 - 宝来忠昭（Season1 - 2）、井川尊史（Season2 - 4,8）、北畑龍一（Season4 - 8）、北尾賢人（Season5 - 9）、宮田雅楽（2021年特別編 - Season10）、平岡強（2022年特別編）
- 助監督 - 今井美奈子（2024年特別編）
- 監督助手 - 中山大暉、大西広晃（共に2024年特別編、中山→Season7 - 2022年特別編は演出補）
- アソシエイトプロデューサー - 川村庄子（Season8）
- コンテンツプロデューサー - 阿部真士（Season10 - 2022年特別編）
- 企画プロデュース - 松重豊（2024年特別編）

## 楽曲
オープニングテーマ
「JIRO's Title」（作曲：久住昌之 / Season1）
「荒野のグルメ」（作曲：久住昌之、フクムラサトシ / Season2）
「孤独のツンドラ」（作曲：久住昌之 / Season3）
「Oriental Goro」（作曲：久住昌之 / Season4）
「ンマヤ・ンマヤ」（作曲：久住昌之 / Season5）
「哀愁のグルメ」（作曲：久住昌之 / Season6）
「アイリッシュ・スプーン」（作曲：久住昌之 / Season7）
「Goo,Goo,Goro!」（作曲：久住昌之 / Season8）
「TOKUSATSU GORO」（作曲：久住昌之 / 2020年特別編）
「孤独の咆哮」（作曲：久住昌之 / Season9）
「チャルメリ・ドライヴ」（作曲：久住昌之 / 2021年特別編）
「涙のハングリーロード」（作曲：久住昌之 / Season10）
「シナモン・ロール」（作曲：久住昌之 / 2022年特別編）
「OKINAWA SLIDER」（作曲：久住昌之 / 2023年特別編）
「Haraberi80's」（作曲：久住昌之 / それぞれの孤独のグルメ）
「孤独のカーニバル」（作曲：久住昌之 / 2024年特別編）
ドラマ本編エンディング曲
松重“五郎”豊のテーマ 「STAY ALONE」（作曲：久住昌之、フクムラサトシ）
エンディングテーマ
「五郎の12PM」（作曲：久住昌之 歌：伝美）

## ネット局と放送時間
Season1
| 放送期間                  | 放送日時                     | 放送局                | 放送対象地域   | 系列           | 備考 |
| ------------------------- | ---------------------------- | --------------------- | -------------- | -------------- | --- |
| 2012年 1月5日 - 3月22日   | 木曜 0:43 - 1:13（水曜深夜） | テレビ東京（TX）      | 関東広域圏     | テレビ東京系列 | 制作局 |
| 2012年 1月5日 - 3月22日   | 木曜 0:43 - 1:13（水曜深夜） | テレビ北海道（TVh）   | 北海道         | テレビ東京系列 | 同時ネット |
| 2012年 1月12日 - 3月22日  | 木曜 0:43 - 1:13（水曜深夜） | TVQ九州放送（TVQ）    | 福岡県         | テレビ東京系列 | 第2話まで遅れネット（後述） 第3話以降同時ネット |
| 2012年 10月5日 - 12月28日 | 金曜 15:00 - 15:30           | テレビせとうち（TSC） | 岡山県・香川県 | テレビ東京系列 | |
| 2013年 1月11日 - 3月29日  | 金曜 1:00 - 1:30（木曜深夜） | テレビ愛知（TVA）     | 愛知県         | テレビ東京系列 | |
| 2016年 4月2日 - 6月25日   | 土曜 11:03 - 11:30           | テレビ大阪（TVO）     | 大阪府         | テレビ東京系列 | 本放送実施済みのテレビ東京系列5局でも、テレビ東京発の再放送として同時放送 テレビ大阪のみ、本放送が2015年度以前に実施されていなかったため、本放送扱いでの放送 |
※TVQでは第1話はテレビ東京と同時刻放送であるも遅れネット、第2話を1月18日水曜0:53 - 1:23（火曜深夜）に遅れ放送し、第3話以降は同時ネットとなっている。
※テレビ東京系列の置局がない県域民放局の系列外ネットは多くの地域で別途実施されている。
Season2 - 4

Season1同様、テレビ東京系列の置局がない県域民放局の系列外ネットは多くの地域で別途実施されている。
Season5 - 10

特別編（2020年）
テレビ東京系列で12月31日 木曜 22:00 - 23:30に放送。
| テレビ東京系列 土曜11:03 - 11:30枠                    | テレビ東京系列 土曜11:03 - 11:30枠           | テレビ東京系列 土曜11:03 - 11:30枠                                                                             |
| 前番組                                                | 番組名                                       | 次番組 |
| ----------------------------------------------------- | -------------------------------------------- | --- |
| ゴルフの真髄 （2011年4月 - 2016年3月） ※11:00 - 11:30 | 孤独のグルメ （再放送） 【ここからドラマ枠】 | 築地まるかじり ↓ 〜歌のワイドショー 〜音楽の森 【本番組までネットワークセールス枠】 （2016年10月 - 2017年3月） |

- BS

2018年10月より、BSテレ東で毎週日曜18:15 - 18:55（当初は18:24 - 19:00）に再放送している。Season1から地上波放送順に放送しており、ストックがなくなるとSeason1に戻る。大晦日スペシャルなどは放送しない。
時期により「ふらっとQUSUMI」をカットして放送する場合がある。

## 映画
『劇映画 孤独のグルメ』（げきえいが こどくのグルメ）のタイトルで、2025年1月10日に公開。松重豊がテレビドラマ版に引き続き井之頭五郎役を続投の上、監督・脚本・主演の3役を務めた。日本（長崎・五島列島）、パリ、韓国が主な舞台となっている。キャッチコピーは、『どうした? 五郎。』、『え、そこまでやるんだ。』。
公開55日目の2025年3月5日に興行収入10億円、観客動員数70万人を突破したことが発表された。

### 制作背景（映画）
制作発表会見で松重が語ったところでは、きっかけはドラマがSeason10まで続く中で「スタッフの人材が入れ替わっている」と感じたことだという。そこでSeason10の撮影と並行して、映画を撮る話が浮上した。監督は、当初はかつて松重が出演した映画『シェイキング東京』で監督を務めたポン・ジュノを考えたもののスケジュールの都合で断られ、自ら監督を務めることにした。脚本もテレ東側が野木亜紀子の起用を提案し松重に無断で野木に話を持っていったほどだが、松重が野木に直接「（脚本も）自分でやる」と語り、撤回させた。また、「劇映画」という表現を用いたのも、「単なるテレビドラマの延長線上としての劇場版にはしたくない」と思ったことの現れだといい、俳優としてよりも監督としてのエネルギーをより多く使った。

### あらすじ（映画）
かつてパリで同棲生活を送ったこともある「小雪（さゆき）」の娘・松尾千秋の依頼で、千秋の祖父・松尾一郎に絵画を届けるため、五郎はパリへ降り立った。絵画は一郎の気に入るところとなり、一郎は幼いころに母が作ってくれた「いっちゃん汁」をもう1度味わいたいと五郎に追加の依頼を行う。
何か海藻と魚、おそらく椎茸と豚骨を使い、それらが混然一体となったやさしい味という曖昧な証言を頼りに、五郎は一郎の故郷である五島列島の奈留島へ。「いっちゃん汁」については誰も知らなかったが、五島列島の家庭でよく使われていた食材、昆布と深海魚のエソの干物ではないかとヒントをつかむ。福江島の魚屋にエソの干物があることを確認したが、福江島への船便はその日は既に終便しており、宿も福江島だったため、五郎はスタンドアップパドルボードで福江島へ向かうことにした。しかし、おり悪く悪天候に巻き込まれて難破。
五郎は見知らぬ島の海岸で目を覚ましたが、空腹は耐え難く、たまたま見つけたカセットコンロと鍋を利用し、海岸で採った貝と近くの森で採ったキノコで鍋を作る。鍋はうまかったのだが、何が悪かったのか、五郎は痙攣し、泡を噴いて倒れてしまった。
目覚めた五郎は建物の中。その建物にいた志穂から、この島が「ナンプンド（南風島）」という韓国領の島で、女性のみで暮らす食品研究施設があるだけの島だと告げられる。入国手続きを済ますために旧助羅港（巨済市）へ行く必要があると。「いっちゃん汁」については判らなかったが、朝鮮料理のヘジャンクが近いのではないかと教えられる。
ナンプンドで採れた椎茸と昆布をお土産にもらって島を後にした五郎だったが、旧助羅港に迎えに来るはずの入国審査官の姿は見えず。空腹に耐えかねて、近くの店に入って注文。注文を終えたくらいに入国審査官も来たが、五郎は入国審査官を待たせて食事をスタート。その店でスケトウダラ（ファンテ、明太）の入った「ファンテヘジャンク」に舌鼓を打つ。
無事に東京に戻った五郎は志穂が旦那とやっていたというラーメン店「さんせりて」を訪れた。荒れた店で店主は炒飯しかできない、ラーメンが食べたいなら他へ行ってくれと。炒飯を注文した五郎だったが、その炒飯は美味であった。後日、再び「さんせりて」に炒飯を食べに来た五郎は、なにか店主の事情を知っているような客・中川に声をかける。中川は、以前の「さんせりて」のラーメンに焦がれ、店主に再びラーメンを作ってもらおうとしていたのだった。中川の語る「さんせりて」のラーメンの味の表現が、一郎の語る「いっちゃん汁」の表現に似ていることに気づいた五郎は、店主に「いっちゃん汁」の再現を依頼。最初は渋っていた店主だったが、五郎が持ち込んだ食材‐椎茸、昆布、エソの干物を目にして顔色を変える。この椎茸を安く仕入れるルートを知っていると五郎が告げると、店主は承諾した。
店主は何回か試作を行うが、エソの出汁と豚骨スープが風味を打ち消し合い、狙った旨さが出せない問題が生じる。一同が頭を悩ませる中、五郎がエソではなくファンテの干物を使うことを思いつき、南風島から干物を取り寄せることに。そしてついに「いっちゃん汁」は完成する。

### キャスト（映画）
- 井之頭五郎：松重豊[63]
- 志穂：内田有紀[83]
- 中川：磯村勇斗[83]
- 滝山：村田雄浩[83]
- 韓国入国審査官：ユ・ジェミョン（特別出演）[80]
- 松尾一郎：塩見三省[83]
- 松尾千秋：杏[83]
- 「さんせりて」店主：オダギリジョー[83]
- 遠藤憲一：遠藤憲一（本人役）[注 39][84]
- ダニエル八田：マイケル・キダ[85]
- ヘヨン：チェウニ[85]
- タエ：内田春菊[85]
- 松尾小雪（写真）：目黒真希[85]
- 鎌田：前田莉瑚[85]
- 平野：岡田正[85]
- フェリー乗り場の従業員：針原滋[85]
- 配送会社の従業員：五島三四郎[85]
- ソニョン：金民樹[85]
- ヒョニョン：李顕瑛[85]
- ジウ：江浦あずさ[85]
- チェウォン：Iroha[85]
- ヨンスク：三井田明日香[85]
- ソヒ：神陽奈々[85]
- 店員：Kan Sano、和田弘寿[85]
- フランス人男性：Khalil Mekdachi[85]
- ルーマニア人マダム：Adriana Iova[85]
- 「孤高のグルメ」スタッフ：川村庄子、菊池武博、井川尊史、山本悦子、北尾賢人、上田由香[85]

### スタッフ（映画）
- 原作：作 / 久住昌之・画 / 谷口ジロー『孤独のグルメ』（週刊SPA!）
- 監督：松重豊
- 脚本：田口佳宏、松重豊[86][87]
- 主題歌：ザ・クロマニヨンズ「空腹と俺」（作詞・作曲：甲本ヒロト）（HAPPY SONG RECORDS / Sony Music Labels Inc.）[88]
- 製作：和田佳恵、市川南、今井俊之、松重豊、石井正幸、大熊康丈、松野恵美子、中川尚嗣、小池英彦、大熊一成、清原寛、山口真典、定本周子、後山直久、植山義幸
- エグゼクティブプロデューサー：浅野太、吉見健士[86][87]
- チーフプロデューサー：祖父江里奈[86][87]
- プロデューサー：小松幸敏、佃敏史、古郡真也[86][87]
- アソシエイトプロデューサー：渡辺大介[86][87]
- コンテンツプロデューサー：阿部真士
- 音楽：Kan Sano（origami PRODUCTIONS）、The Screen Tones[86][87]
- 撮影監督：赤松比呂志[86][87]
- 撮影：金子圭太郎[86][87]
- 照明：坂本心[86][87]
- 録音：清川隆行[86][87]
- 編集：相羽千尋[86][87]
- 美術：棈木陽次[86][87]
- 美術プロデューサー：三竹寛典[86][87]
- アートコーディネーター：福井大、佐々木伸夫[86][87]
- 装飾：千葉ゆり[86][87]
- スタイリスト：増井芳江[86][87]
- ヘアメイク：高橋郁美、丸谷亜由美[86][87]
- フードスタイリスト：飯島奈美[86][87]
- VFXプロデューサー：長井由美[86][87]
- 選曲効果：壁谷貴弘[86][87]
- スクリプター：西川三枝子[86][87]
- 監督補：北畑龍一[86][87]
- 助監督：尾崎隼樹[86][87]
- 制作担当：辻智[86][87]
- 配給：東宝[86][87]
- 制作プロダクション：共同テレビジョン、FILM[87]
- 製作幹事：テレビ東京[87]
- 製作：「劇映画 孤独のグルメ」製作委員会（テレビ東京、東宝、日本経済新聞社、ゼローム、共同テレビジョン、MONDO、ザズウ、BSテレビ東京、扶桑社、ポニーキャニオン、テレビ大阪、テレビ愛知、テレビせとうち、テレビ北海道、TVQ九州放送）[87]

### ロケ地（映画）
長崎県五島市
ロケが行われた五島市では、2025年1月22日に「凱旋上映会」を長崎県立五島高等学校で開催し、映画のロケ地と世界文化遺産にもなっている江上集落、久賀島の集落』を巡る限定ツアーが企画された。
主なロケ地
- みかんや（五島市奈留町） - 五郎がちゃんぽんを食した食堂。
- 堂崎教会（五島市奥浦町）
- 田中水産（五島市富江町） - 役場で紹介された「島の古い食べ物に詳しいタエさん」の働く魚屋。

パリ
松重豊はこれまでフランスを訪れたことはなく、本作のシナリオハンティングでパリを訪れたのが初の訪仏となる。
同時に松重はパリ在住の杏に出演とシナリオハンティングへの協力（料理の美味い店探し）を依頼している。

巨済島
韓国・巨済島では、2023年10月に松重豊とユ・ジェミョンによる撮影の様子が目撃され、ネットユーザーの間で話題となった。

### プロモーション（映画）
劇中で使用された日本航空（JAL）とのタイアップキャンペーンが2024年11月から2025年2月まで実施されている。映画公開日の2025年1月10日の対象便を利用した搭乗客には、劇中で井之頭五郎が食べていたJALの「ドライなっとう」がプレゼントされた。
劇場公開を記念して2024年12月27日よりTOHOシネマズの70の劇場にて濃厚とんこつラーメン味のポップコーンが販売されている。同日、井之頭五郎が映画館に訪れ、「胃袋に新しい歴史が刻まれる」ようなポップコーンをモグモグと食べるコラボ映像も解禁となった。

## 関連商品

### サウンドトラック
2012年5月20日、レコードレーベル・地底レコードからテレビドラマ版のオリジナルサウンドトラック「孤独のグルメ」発売。テレビドラマ版の音楽を担当したThe Screen Tonesが制作しており、原作者の久住もメンバーの一員である。2012年11月に音楽配信サイトのOTOTOYで同サウンドトラックを配信開始。iTunesでの配信は2013年3 - 4月頃に開始。全43曲で、劇中にて数十秒しか使われなかった効果音や背景音楽などをフルバージョンに仕立て上げ、ソロやボーカル音を加えるなどのアレンジを行っている。
楽曲はJASRAC非登録曲である。楽曲の使用は版権元である地底レコードの許諾が必要となる。2015年現在、事前に連絡があれば、選挙運動のほかアダルトビデオや社会のモラルに反する作品を除けば、利用を許諾している。

### 映像ソフト
- テレビドラマ版「Season1」のDVD-BOXが2012年5月16日に発売され[101][102]、Blu-ray BOXが2013年2月20日に発売[102]。DVDレンタルが2012年5月16日に開始。
- テレビドラマ版「Season2」のDVD-BOXとBlu-ray BOXが2013年3月20日に発売[103]。DVDレンタルが2013年3月20日に開始。

### アプリケーション
孤独のグルメタイピング（配信終了）
ゲームゲートより2012年12月5日からAndroid端末用のアプリケーション、2013年9月4日からiOS端末用のアプリケーション、の利用をそれぞれ開始した。無料のアプリであるがアイテム課金制となっている。テレビドラマ「孤独のグルメSeason2」の主人公・井之頭五郎の数々の名言を制限時間内にフリック入力してタイムを競い、名言をコレクションするフリックゲームで、アプリ内にある各エピソードが実際のテレビドラマの内容となっており、出題された名言を打ち込んでクリアしていく。クリアすると名言がコレクションができ、コレクションした名言はいつでも再生できる。アプリにテレビドラマ「孤独のグルメ」の楽曲も使用されていた。
2018年1月31日をもって配信およびサポートが終了した。

### ムック本
『孤独のグルメ 巡礼ガイド』
2014年7月24日、扶桑社より発売の公式ガイド。ドラマ劇中（Season1 - 3）で五郎が訪れた飲食店の中から約30件が掲載されている。原作者の久住や五郎を演じた松重のインタビュー記事なども掲載している。
ISBN 978-4-5946-0922-1

『孤独のグルメ 巡礼ガイド2』
2015年9月27日、扶桑社より発売。テレビ版Season4に登場した名店を中心に、前作で紹介されなかったSeason1 - 3の名店も紹介。
ISBN 978-4-5946-1017-3

『孤独のグルメ 巡礼ガイド3』
2018年4月5日、扶桑社より発売。Season5 - 6に登場したお店や料理を紹介。
ISBN 978-4-5946-1273-3

### 関連書籍
『劇映画 孤独のグルメ』シナリオブック完全版
2025年1月10日、扶桑社より発売。脚本：松重豊、田口佳宏
ISBN 978-4594099855

### ネット配信
- 2015年3月21日からニコニコ動画のストリーミングサービス「ニコニコ生放送」で全シリーズ（Season1からSeason4）を48時間ストリーミング一挙配信をしていた[107]。
- ひかりTVでは2015年10月のSeason5より地上波放送終了直後からの見逃し配信を開始し[108]、翌2016年4月からはスペシャル版の配信も開始した[109]。サブスクリプション方式で全シリーズ（スペシャル版を含む）の視聴が可能。2023年の配信オリジナル2以降はLeminoでの配信となっているが、ひかりTVでは「専門チャンネル・ビデオプラン」等のプランでLeminoを追加料金なし視聴できる[110]。
- Paravi（2023年6月30日からはU-NEXTに統合）では2019年10月のSeason8より地上波放送終了直後からの見逃し配信を開始し[52]、サブスクリプション方式で全シリーズ（スペシャル版を含む）の視聴が可能となっている。
- Amazon Prime Video、Hulu、Netflix等でも配信されているが、最新シリーズのサブスクリプション解禁は1年余経ってからである。
- AbemaTVでも、ドラマチャンネル2にて平日朝7時・昼1時・夜7時台にリピート配信を行っていた（2023年2月まで）。
- ネットもテレ東（公式サイト、TVer）[注 40]では地上波放送終了後に最新回が広告付き無料で視聴可能。不定期で過去シリーズの再配信もある。
- YouTubeの公式ドラマチャンネルでも過去シリーズ（不定期）や予告動画が配信されている。